# Mbeli Bai

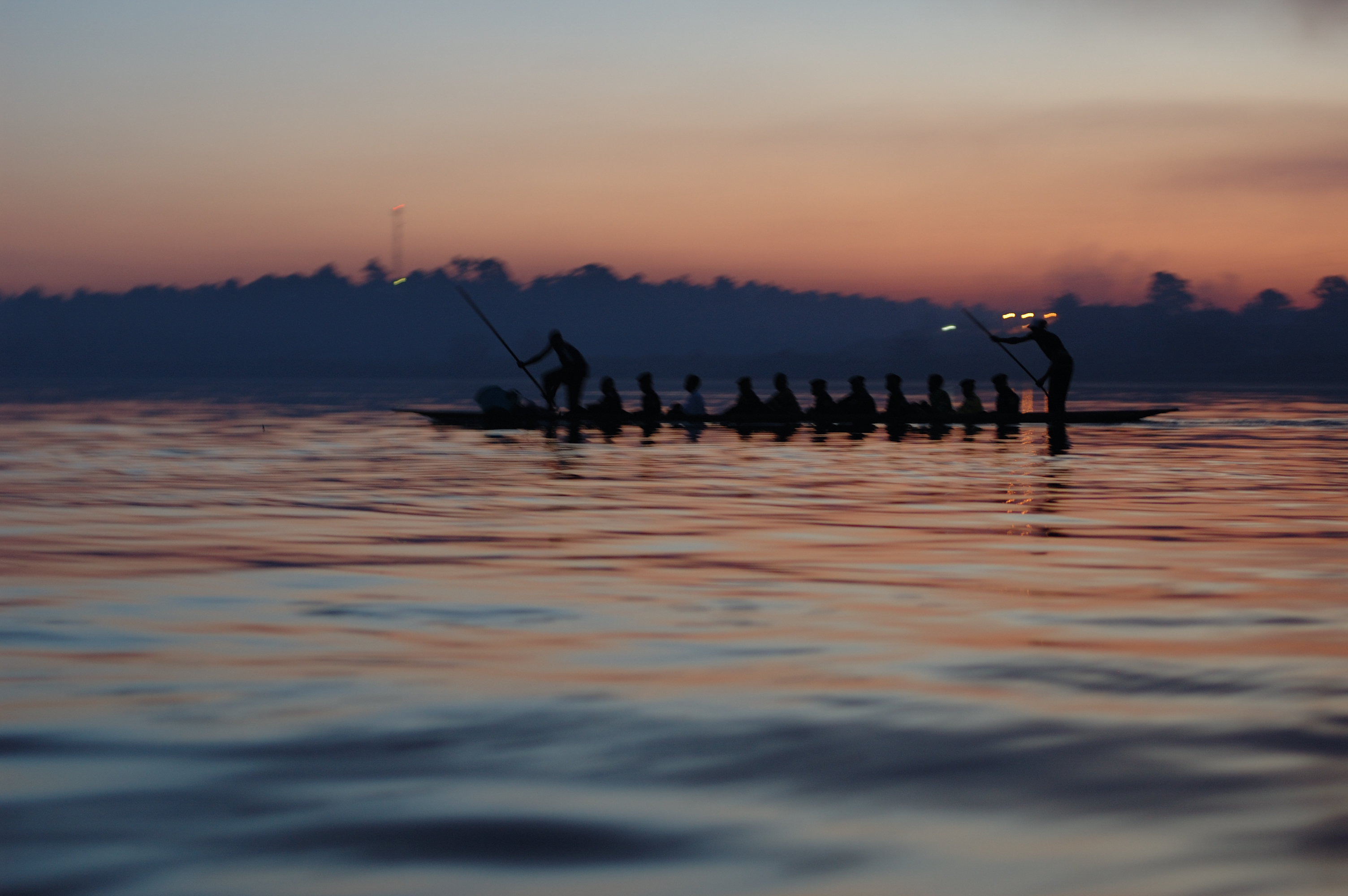
Piragüa navegant el riu

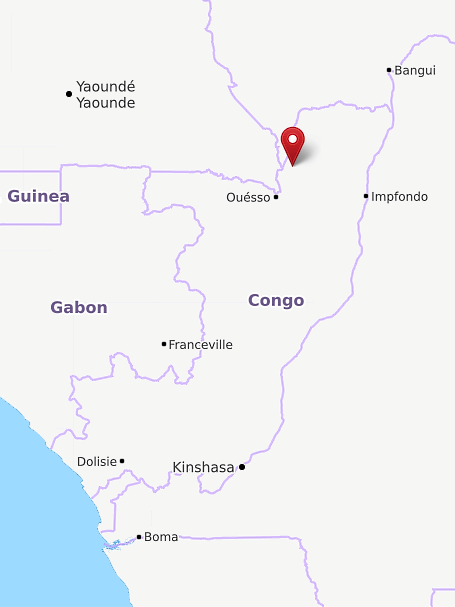
Localització de Mbeli Bai en el mapa de la República del Congo

Mbeli Bai és una zona de grans clarianes pantanoses, rierols i bassals, situada al ben mig del bosc en el sud-oest del Parc Nacional de Nouabalé-Ndoki (NNNP)[I] en la República del Congo. El terme "bai" prové del Lingala, un dels idiomes locals més importants a la regió. El mot es refereix, precisament, a aquests amplis espais empantanegats que, envoltats de selva, s'ubiquen en els boscos equatorials. Mbeli Bai, amb una extensió total de 12,9 hectàrees, és el més gran de tots els aiguamolls que hi ha en les proximitats del riu Ndoki, la frontera occidental del NNNP.
El bosc que envolta Mbeli Bai, integrat per arbredes de l'espècie Gilbertiodendron dewevrei, ha estat descrit com una semiselva baixa caducifòlia, amb un règim de pluges bimodal[II] i una precipitació mitjana anual de 1.727 mm. La clariana, situada a 300 metres d'altitud, està permanent inundat i conté una massa flotant de vegetació semiàquatica, representada principalment per espècies de famílies com ara les Cyperaceae o les Poaceae. Els minerals i les proteïnes presents en aquest tipus de vegetació són un recurs molt atractiu per a nombroses espècies de mamífers, en particular: els goril·les de les planes occidentals, els elefants de bosc, els sitatungues i els búfals de bosc.

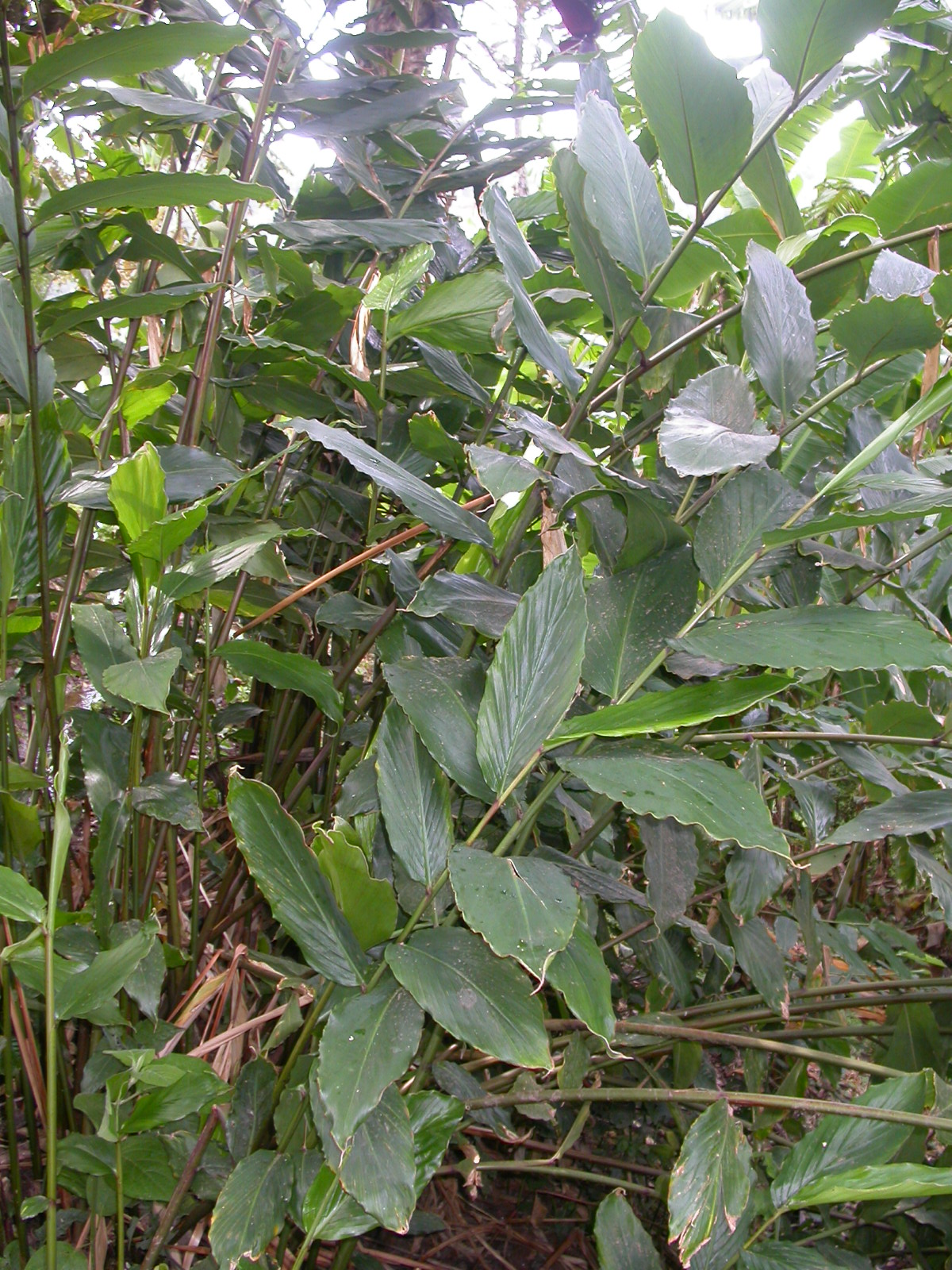
Aframomum zambesiacum
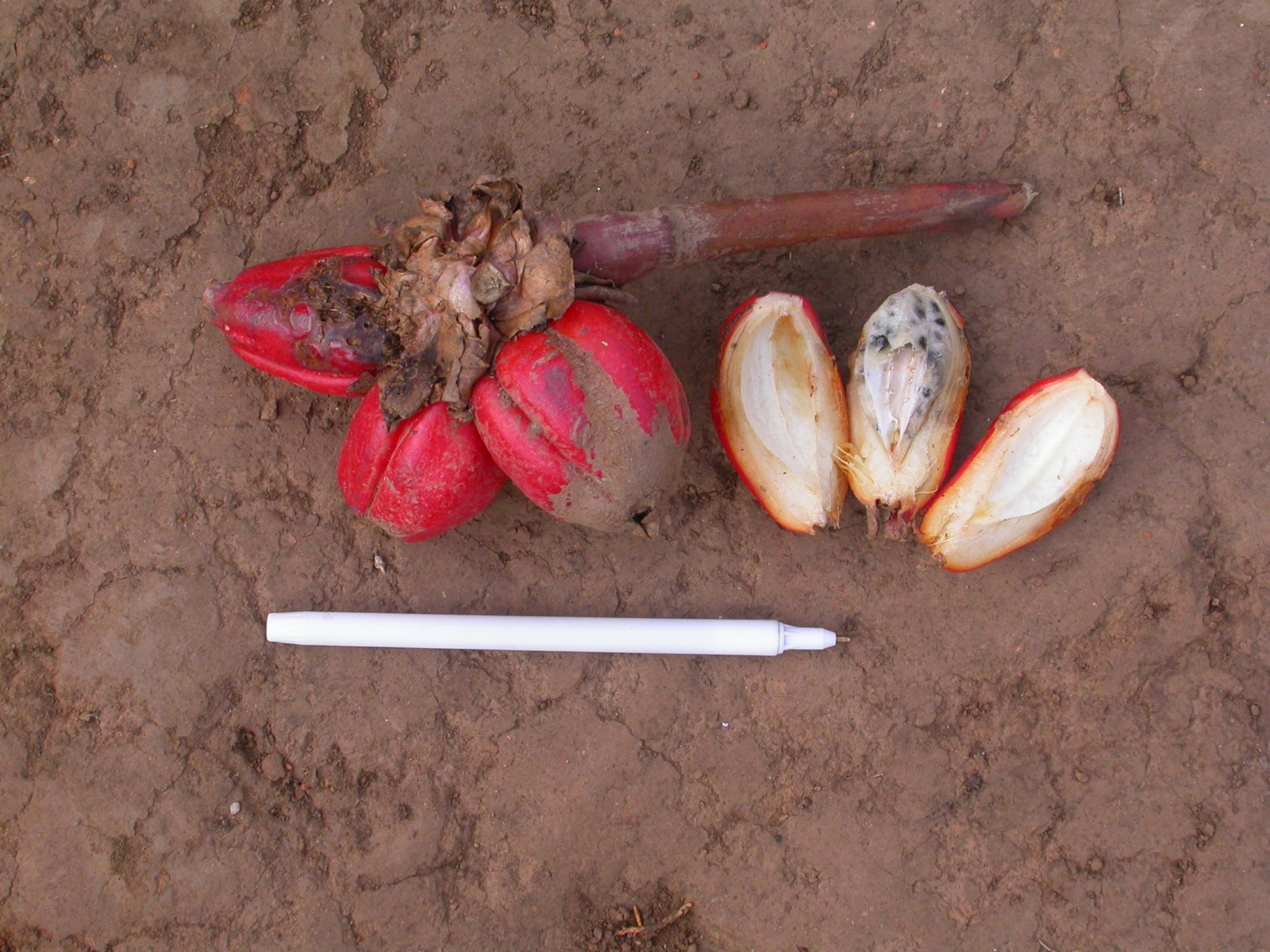
Fruits d'Aframomum sp
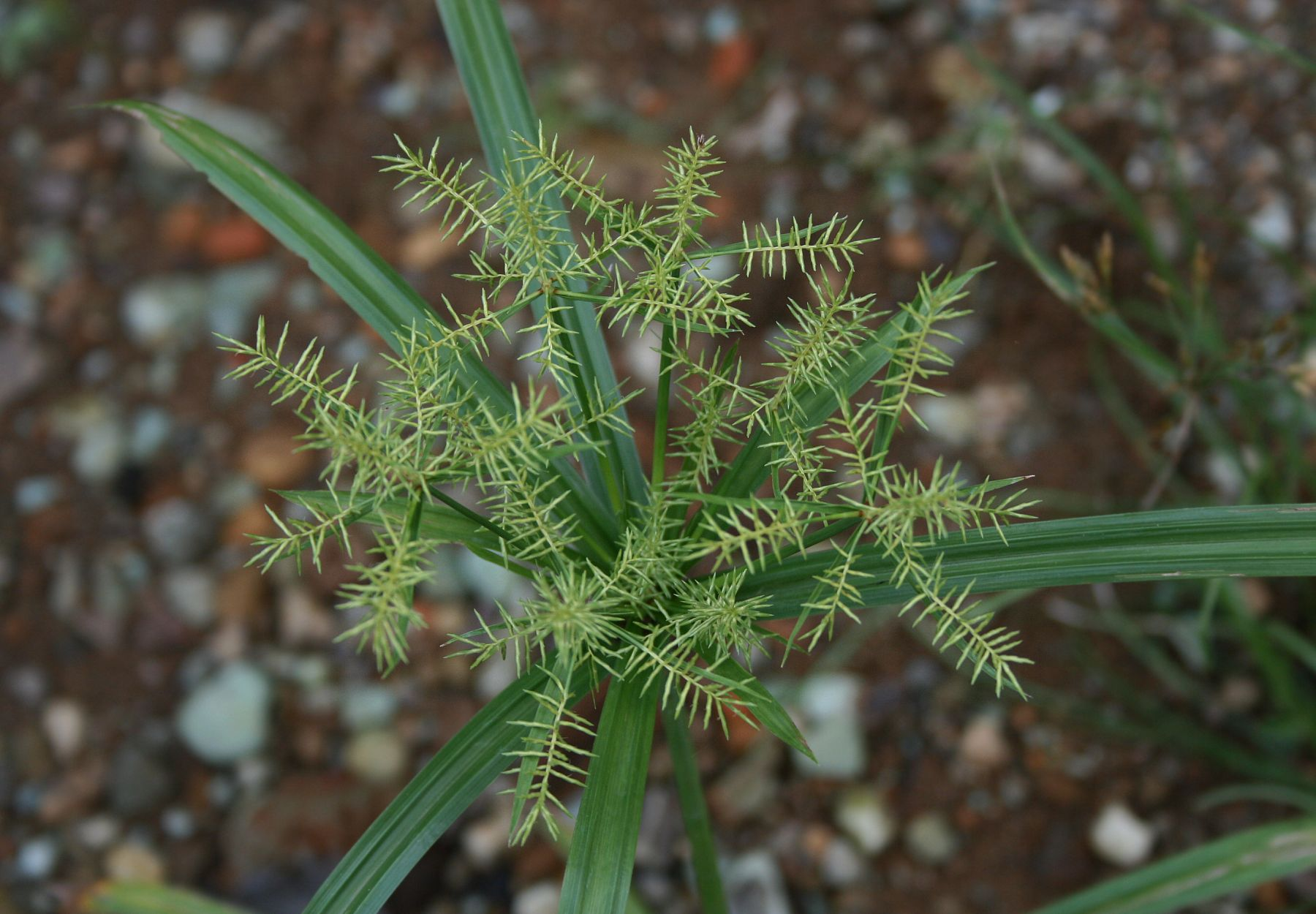
Cyperus odoratus
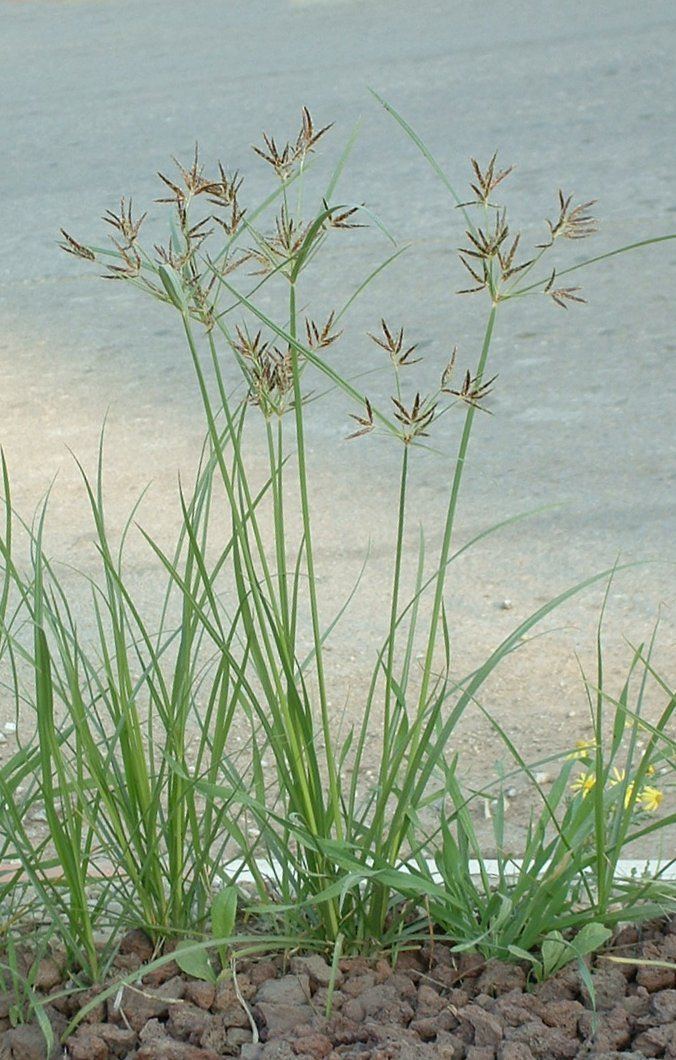
Cyperus rotundus
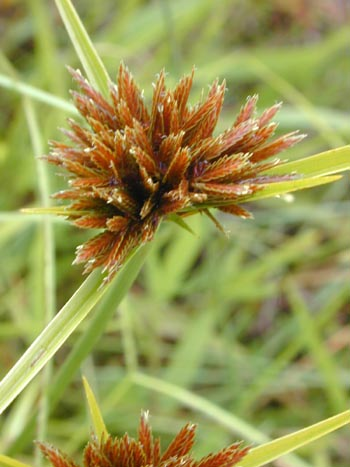
Pycreus polystachyos

La disponibilitat d'aliment junt amb els nivells mínims de pertorbació que caracteritzen la zona ofereixen beneficis importants a moltes espècies animals pertanyents a una gran diversitat de grups. Amb tot, Mbeli Bai esdevé un autèntic lloc de trobada per a molts individus els quals es congreguen a les clarianes per a ingerir el fang ric en sals minerals, descansar i socialitzar-se.
En el passat, la pressió sobre la població d'elefants de Mbeli Bai era contínua a causa de les activitats il·legals dels caçadors furtius a la recerca d'ivori. Els elefants de bosc es troben més amenaçats que els elefants de sabana, ja que es creu que l'ivori dels seus ullals té millor qualitat. Actualment, però, Mbeli Bai es troba lliure de caça furtiva des de fa ja alguns anys, en part, per la presència dissuasiva d'equips d'investigació i conservació.
Per arribar a Mbeli Bai des de Brazzaville, la capital de la República del Congo, primer cal volar fins a Ouesso, un poble fuster a la vora del riu Sangha. Des d'allà s'arriba en piragua al campament de Bomassa. Després cal continuar el viatge en 4x4 i en canoes a rem i finalment va travessar a peu l'espessa jungla fins a arribar al campament base de Mbeli Bai.

## Recerca
Mike Fay, en els anys 90, va ser un dels primers investigadors a arribar a Mbeli Bai, quan la caça furtiva encara era una fatalitat que calia erradicar. El 1993, investigadors i investigadores de la Wildlife Conservation Society (WCS), varen iniciar un estudi pilot a Mbeli Bai, pocs anys abans que es constituís el grup de recerca definitiu, el qual es va anomenar Mbeli Bai Study (MBS), i s'establís oficialment a la zona. Des d'aleshores, a Mbeli Bai es reuneix personal congolès i internacional tant per fer treballs de recerca i sensibilització com tasques de suport.
Durant tots aquests anys s'ha format estudiants locals per assistir els equips de recerca en la investigació científica. Al bai, també hi treballa personal voluntari arribat de diferents indrets del planeta. Les dades recollides a Mbeli Bai han estat a vegades l'oportunitat perquè alguns joves poguessin iniciar treballs de postgrau i doctorats.
L'equip que viu en el campament d'Mbeli Bai depèn en gran manera de l'ajuda de la població local. Sempre hi ha un rastrejador i dos cuiners locals. Alguns d'aquests homes participaren en el passat en activitats de caça furtiva, amb la seva contractació se'ls proporciona una oportunitat d'ocupació alternativa.

### Biologia dels grans mamífers
Des de febrer de 1995 s'han fet i es continuen fent seguiments i estudis de les espècies animals que visiten regularment el territori. Sovint, el monitoratge dels individus es realitza, mitjançant l'ús de telescopis, des d'una plataforma d'observació de 9 metres d'alçada situada a la vora del bai. S'han reunit moltes dades, en especial, sobre la biologia dels goril·les de les planes occidentals i sobre la biologia d'altres grans mamífers, com ara, l'elefant de bosc, els quals en altres regions són més difícils d'estudiar.

#### Els goril·les de les planes occidentals

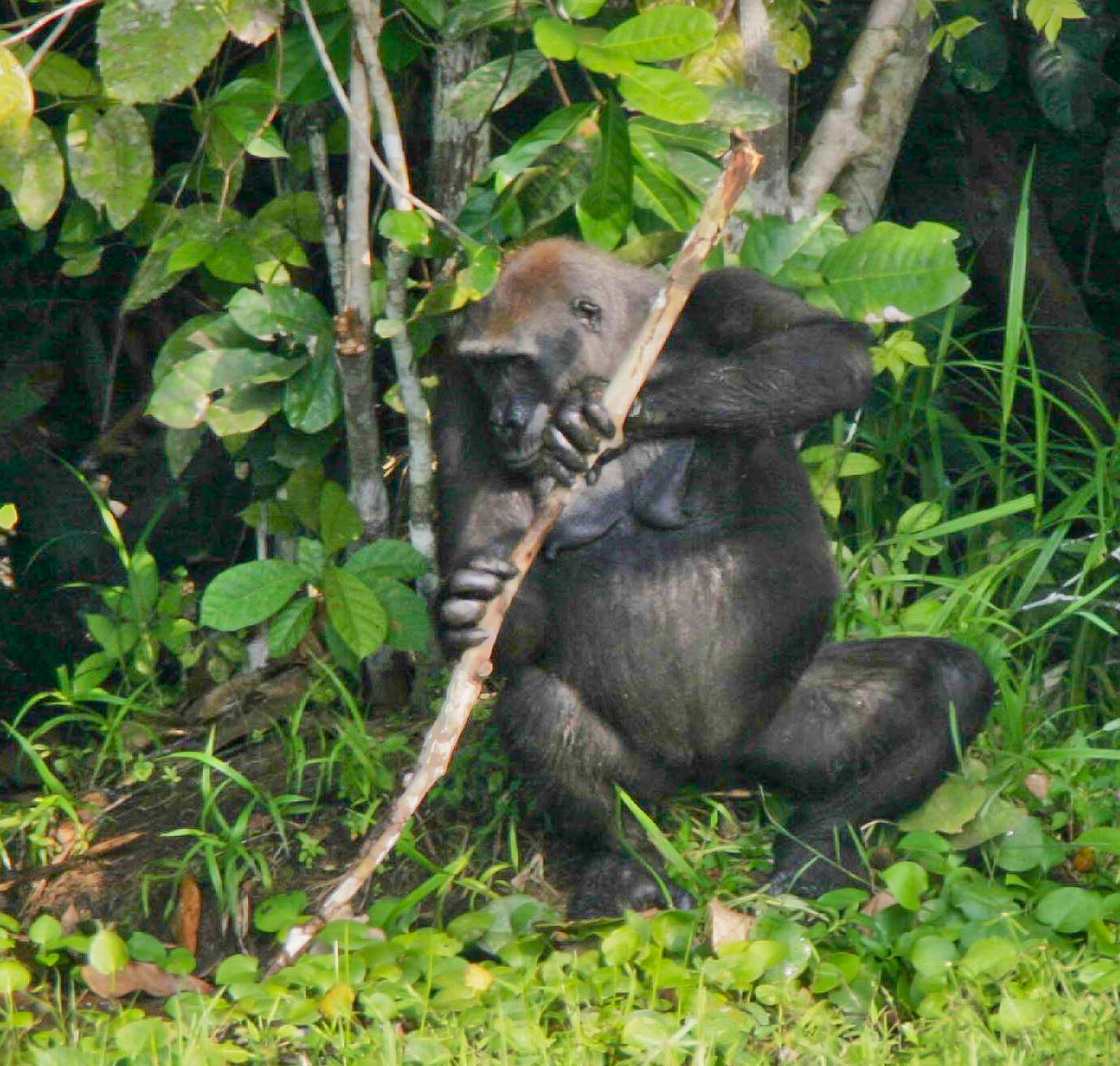
Efi ajudant-se amb un pal

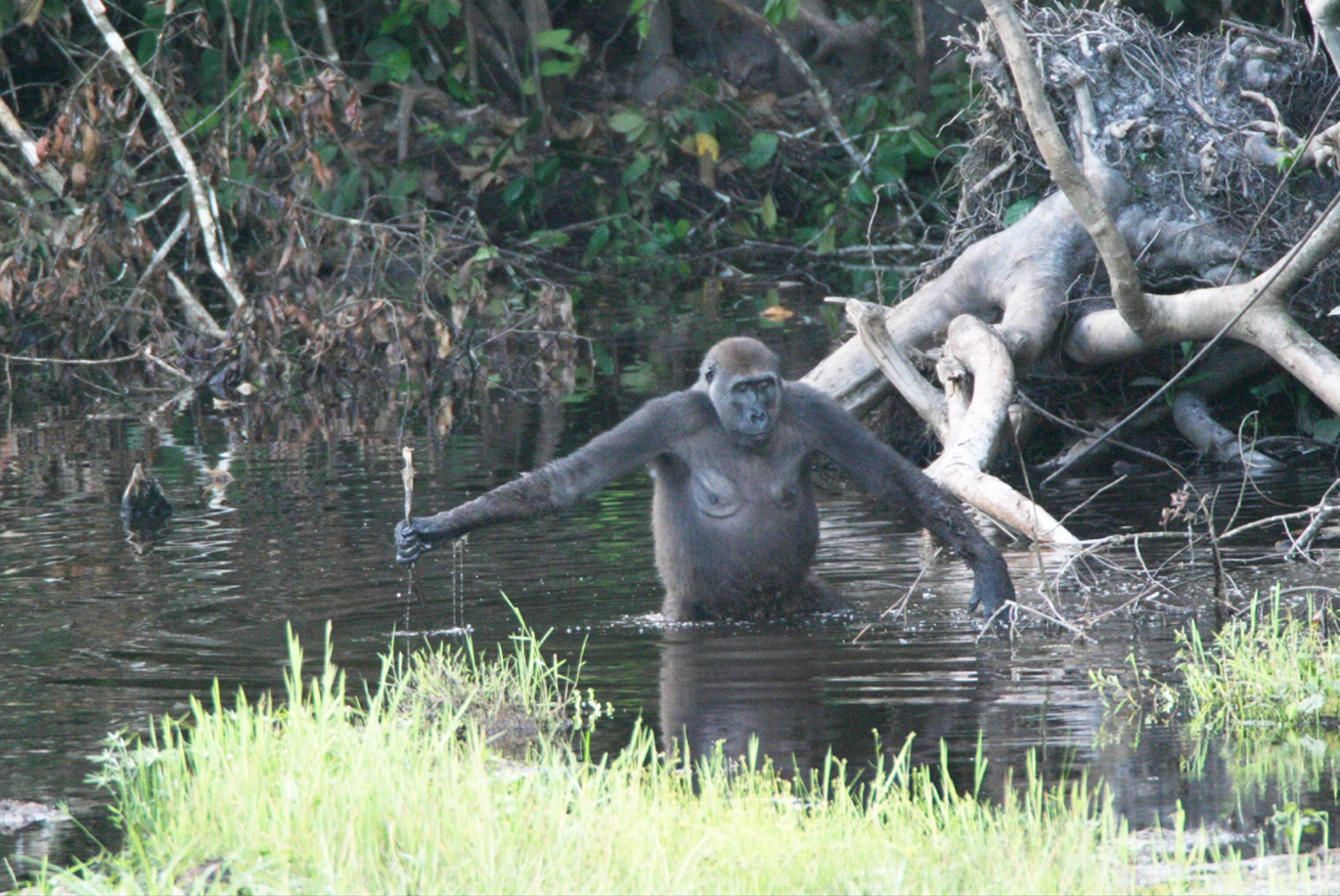
Leah calculant la profunditat d'una bassa

El focus principal de la recerca a Mbeli Bai ha estat sempre l'estudi i la conservació dels goril·les de les planes occidentals (Gorilla gorilla gorilla) que visiten les clarianes, els quals representen més del 90% de tots els goril·les en estat salvatge. No obstant això, les dades sobre la història natural dels goril·les són molt escasses, fins i tot, considerant els treballs realitzats a partir d'individus captius.
Les primeres informacions sobre la vida dels goril·les provenen de les observacions dels goril·les de muntanya del Centre d'Investigació Karisoke. Aquests estudis, però, sovint no són extrapolables a qualsevol espècie, ja que existeixen moltes diferències entre els goril·les de muntanya orientals i els goril·les de les planes occidentals.[III] Aquestes divergències són notables pel que fa als medis que ocupen, a com es desplacen, a l'alimentació, a l'estructura social, al desenvolupament dels infants, al creixement de les poblacions, etc.
Actualment les clarianes de Mbeli Bai són visitades per 21 grups de goril·les de les planes occidentals i 23 individus solitaris de la mateixa espècie. Els individus solitaris gairebé sempre són mascles. Poden ser individus joves que s'allunyen de la família per enfrontar una etapa nova durant la qual es convertiran en adults[IV] o bé, molt rarament, esquenes platejades que han estat abandonats per totes les femelles del seu grup i per tota la seva descendència.[V]

##### Ús d'eines
A Mbeli Bai, gràcies al monitoratge ininterromput dels goril·les, ha estat possible observar conductes úniques o rares que no s'havien vist mai abans en cap altre lloc. En determinats moments, alguns d'aquests descobriments extraordinaris han atret l'atenció dels mitjans de comunicació internacionals com, per exemple, la primera observació de l'ús d'eines pels goril·les salvatges.
El 9 d'octubre de 2004, una femella de goril·la adulta, anomenada Leah, va ser vista en una de les basses que fan servir els elefants per banyar-se. Leah avançava en posició bípeda, amb una branca d'1 metre de llarg que agafava amb la mà dreta com si fos un bastó. La goril·la movia la branca amunt i avall fent moviments verticals per tal d'assegurar-se que el bassot no era massa profund, que el fons era estable i que creuar era segur. D'aquesta manera, es va desplaçar per l'aigua entre uns 8 i 10 metres.
Efi, una altra goril·la hauria utilitzat el tronc d'un arbre com a suport mentre furgava les herbes i també com a pont per creuar sòls pantanosos.

#### Els elefants de bosc

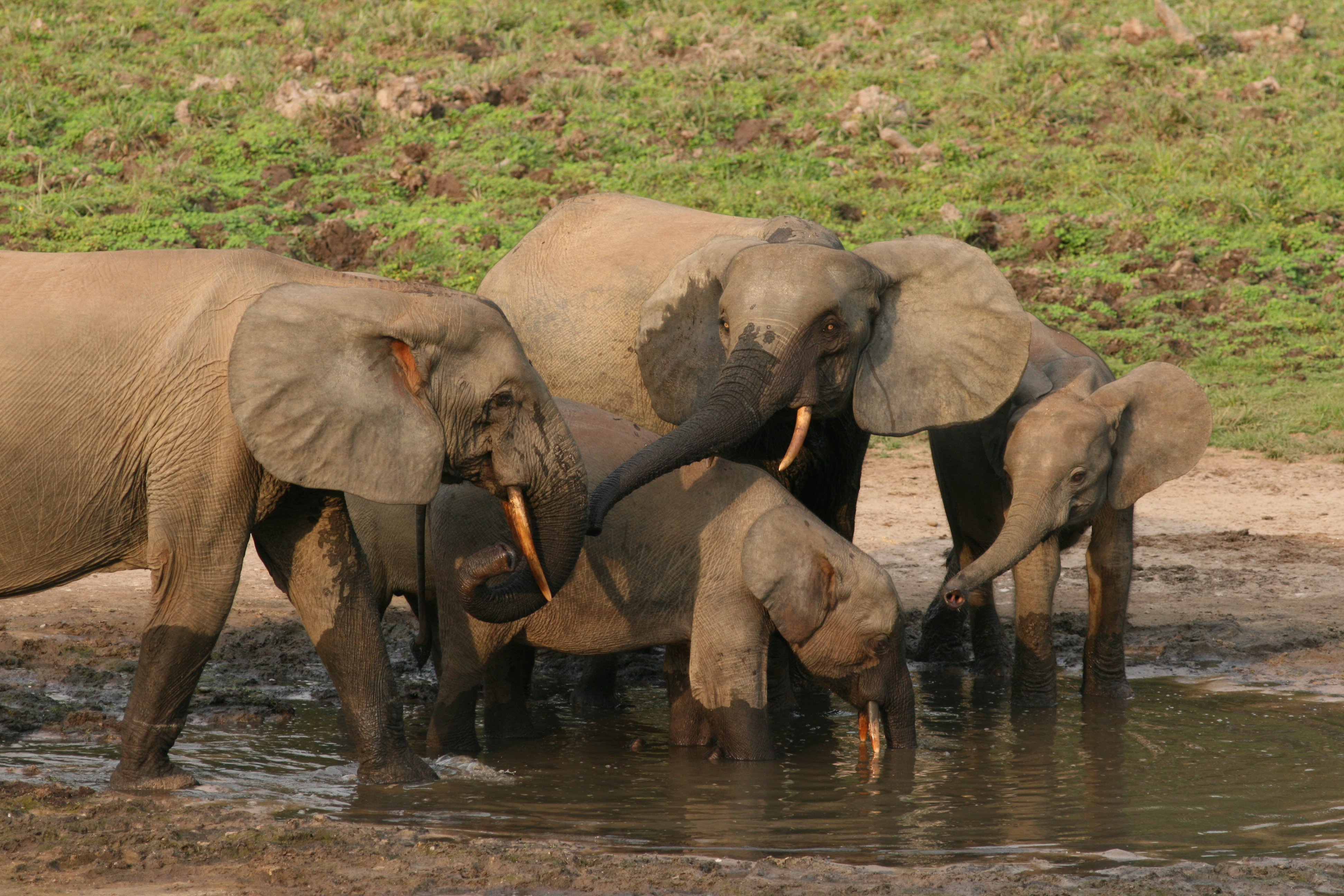
Elefants socialitzant-se en una bassa

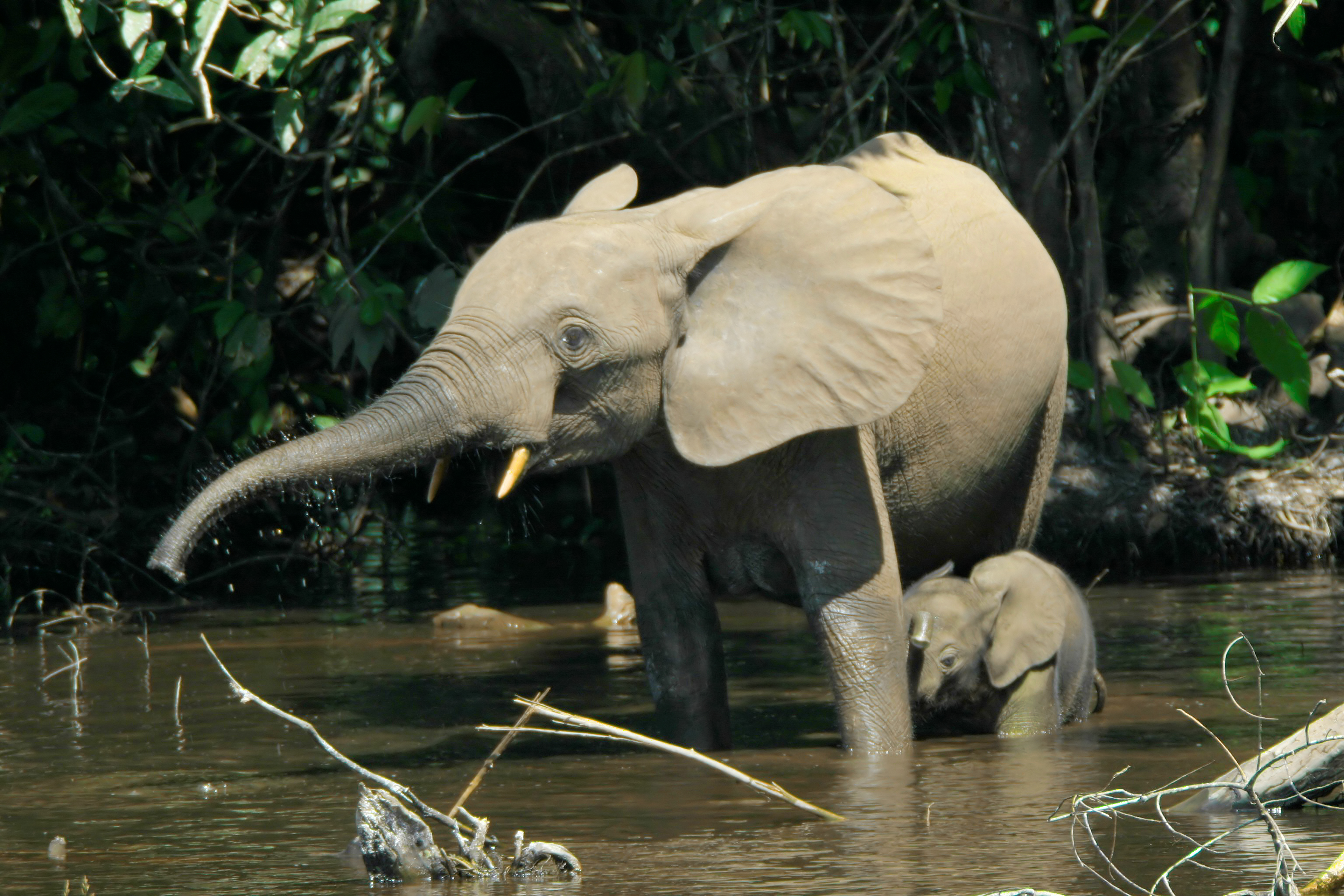
Una femella amb la seva cria

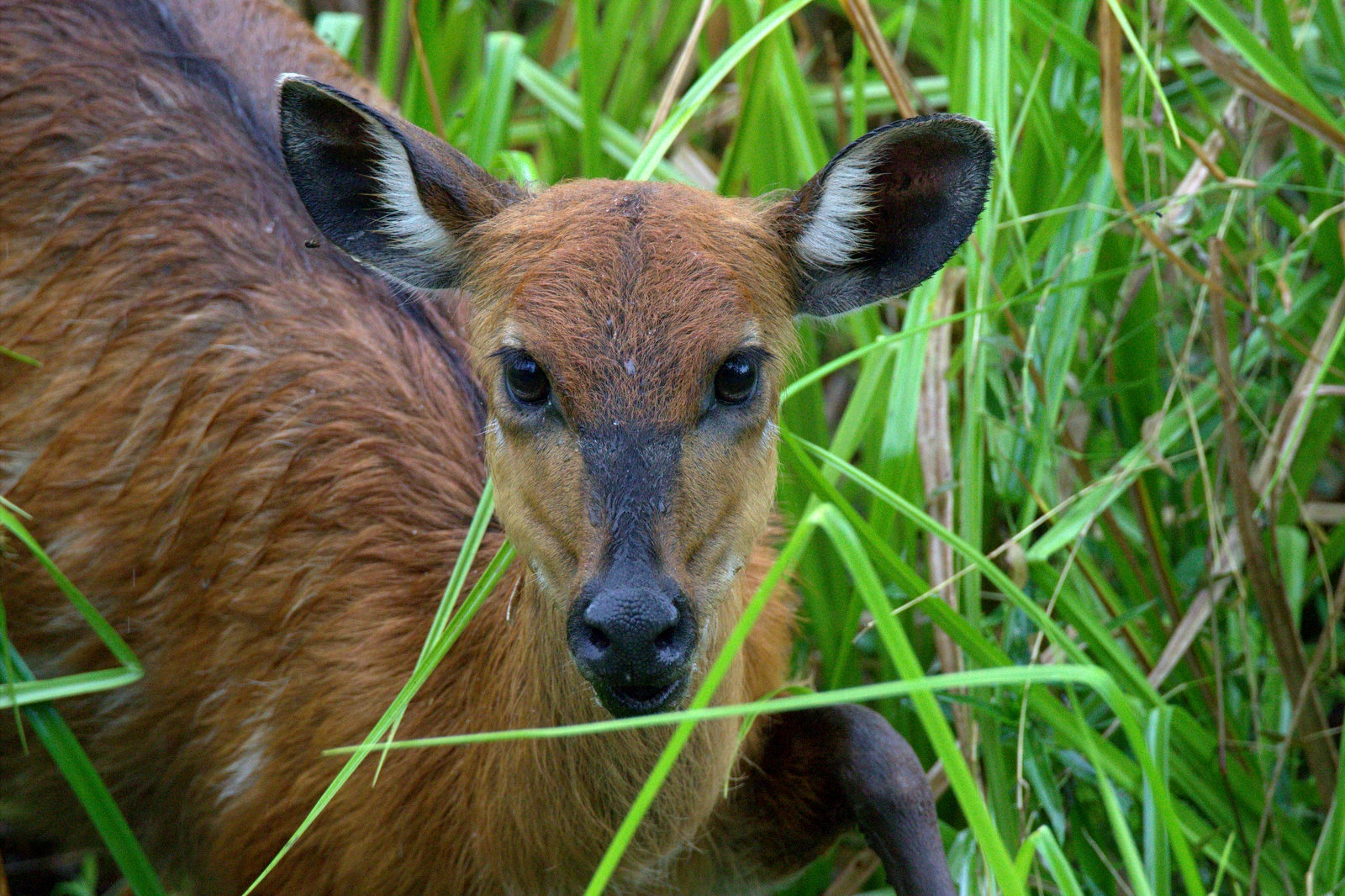
Una femella sitatunga

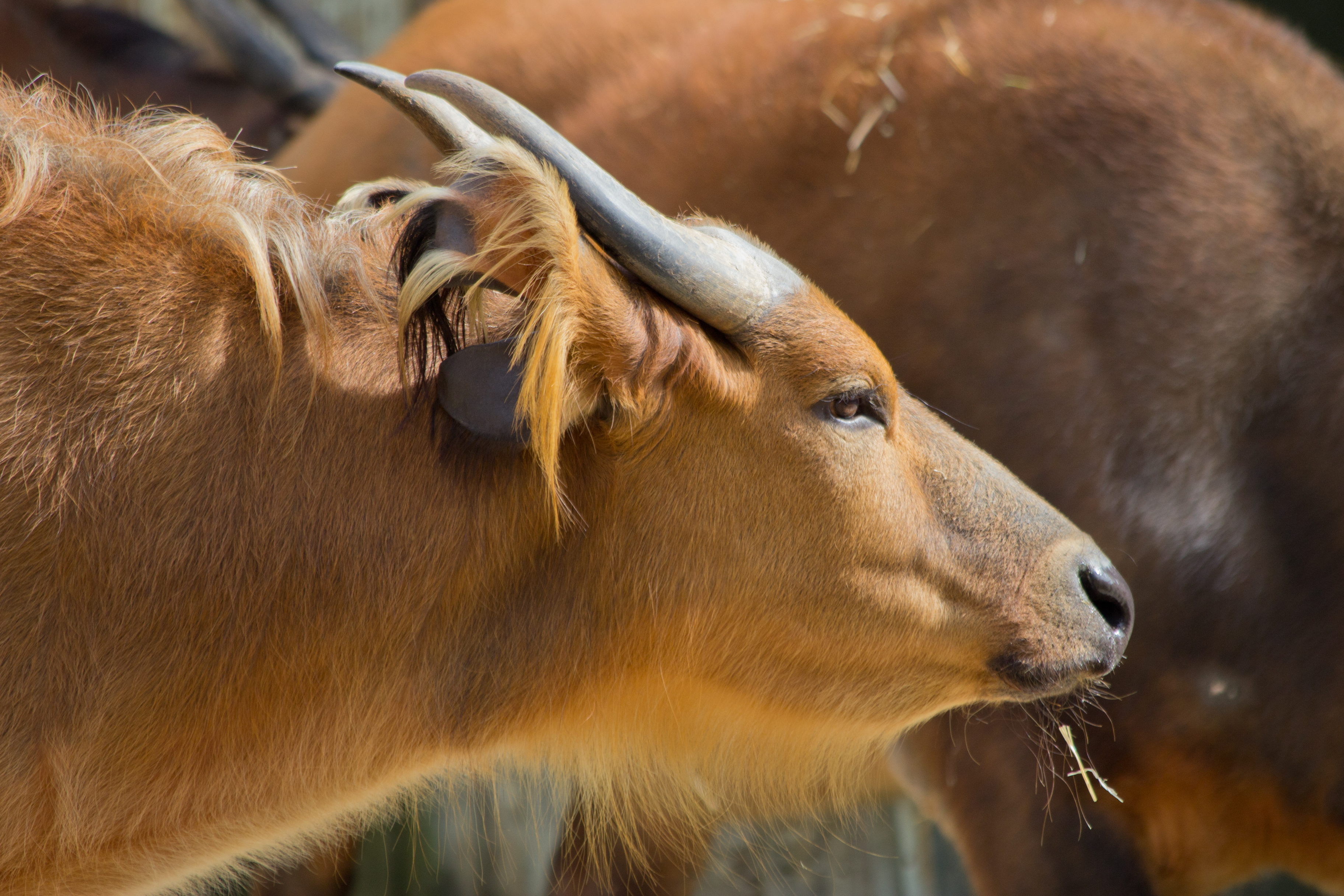
Búfal de bosc

Els elefants de bosc (Loxodonta africana cyclotis) que arriben a Mbeli Bai ho fan per interactuar amb altres elefants i per alimentar-se del fang dels marjals. El sòl conté una elevada quantitat de minerals que no es troba en els aliments del bosc. A més, el fang els ajuda a digerir les plantes tòxiques.
La mida real de la població d'elefants de Mbeli Bai és aproximadament d'uns 200 individus. Des de 1997 s'han monitorat 500 elefants. Es recopilen dades detallades sobre la història de vida, l'organització social i el comportament. A més, es fa vigilància nocturna i monitoratge acústic. MBS té la segona base de dades d'elefants més gran després de Dzanga Bai.
Els elefants de bosc s'assemblen molt als seus parents de la sabana, però hi ha diferències.[VI] La més òbvia és que són anatòmicament més petits i formen unitats familiars més petites: en general, una femella amb la seva cria. Els mascles, igual que els elefants de sabana, són solitaris. No obstant això, els elefants de bosc són animals molt socials, amb una memòria increïble, i poden arribar a fer afiliacions amb altres individus.
Per identificar els elefants individualment cal fixar-se en la forma de les orelles, el patró de venes, osques i forats, la forma dels ullals, la quantitat de pèl a la cua, etc.

#### Els sitatungues
Els sitatungues (Tragelaphus spekii) són antílops adaptats a la vida en zones pantanoses. Les seves peülles esteses els permeten moure's per superfícies inestables. Normalment, tant els mascles com les femelles, són individus solitaris. Als aiguamolls de Mbeli Bai, però, s'observen femelles molt juntes o mascles joves seguint un mascle adult. Tot i així, aquests vincles no són consistents. L'única relació estable és l'afiliació entre una mare i la seva cria, mentre aquesta última és depenent de la primera.
A Mbeli Bai normalment sol haver-hi uns 15 individus, entre femelles adultes, fills dependents, joves i mascles adults. Es recullen dades sobre la seva història de vida i es fa un seguiment de la seva activitat en les clarianes, registrant comportaments com ara les relacions de flirteig, les lluites entre mascles, etc. En comparació amb les poblacions de goril·les i elefants, la població de sitatungues sembla petita. No obstant això, els estudis de sitatungues a Mbeli Bai proporcionen dades molt valuoses, ja que actualment constitueixen l'únic treball demogràfic a llarg termini sobre aquesta espècie a l'Àfrica central.
Els sitatungues també són fàcils d'identificar individualment. Els mascles són de color marró fosc i les femelles i els joves són taronges. Cada individu té un patró únic de ratlles i taques a cada flanc. Els mascles es diferencien per la forma i la longitud de les banyes.

#### Els búfals de bosc
Els búfals de bosc (Syncerus caffer nanus) són més petits que els búfals de la sabana. A més, són de color més clar, tenen les banyes més petites i formen grups més petits. Poden formar grups o viure sols: les femelles esdevenen solitàries en perdre la capacitat reproductiva i els mascles viuen sols fins que es fan càrrec d'un grup i tornen a viure en solitari quan aquest grup es desfà.
Fins al 2015, dos grups de búfals de bosc i dues femelles solitàries han visitat Mbeli Bai amb regularitat. Els grups solen estar conformats per un mascle, entre una i tres femelles i les cries. A vegades les femelles es mostren ferotges quan una femella nouvinguda intenta unir-se a un grup ja consolidat.
Els diferents individus són fàcils d'identificar, per la forma de les banyes, pels flocs de cabell i per les osques en les orelles. A Mbeli Bai es recopilen importants dades demogràfiques i patrons de registre de l'ús de les clarianes. Les dades demogràfiques proporcionen informació vital sobre les dinàmiques de supervivència i de població.[VII]

### Altres visitants del bai
Goril·les, elefants, sitatungues i búfals de bosc no són els únics animals que viuen en Mbeli Bai o en el seu voltant. S'observen altres mamífers, rèptils i diverses espècies d'ocells. Algunes espècies, en sentir-se més segures en el bosc, no arriben a entrar en el bai, però poden arribar a apropar-s'hi molt. Encara que visualment no s'arribin a localitzar els individus, sovint es poden identificar a partir de vocalitzacions o sorolls de diferents tipus.

#### Altres mamífers
A més dels goril·les es poden sentir o observar fins a 8 espècies més de micos. En realitat, només el Colobus (Colobus guereza) arriba a entrar en el bai. Els ximpanzés (Pan troglodytes), per exemple, no hi entren però quan hi ha gran quantitat de fruites s'hi apropen força. També s'hi apropen amb freqüència el cercopitec de De Brazza (Cercopithecus neglectus) i menys sovint el cercopitec de nas blanc (Cercopithecus nictitans) i el cercopitec de nas blanc petit (Cercopithecus petaurista). Esporàdicament es poden observar o sentir el cercopitec coronat (Cercopithecus pogonias), el mangabei àgil (Cercocebus agilis) i el mangabei de galtes grises (Lophocebus albigena).

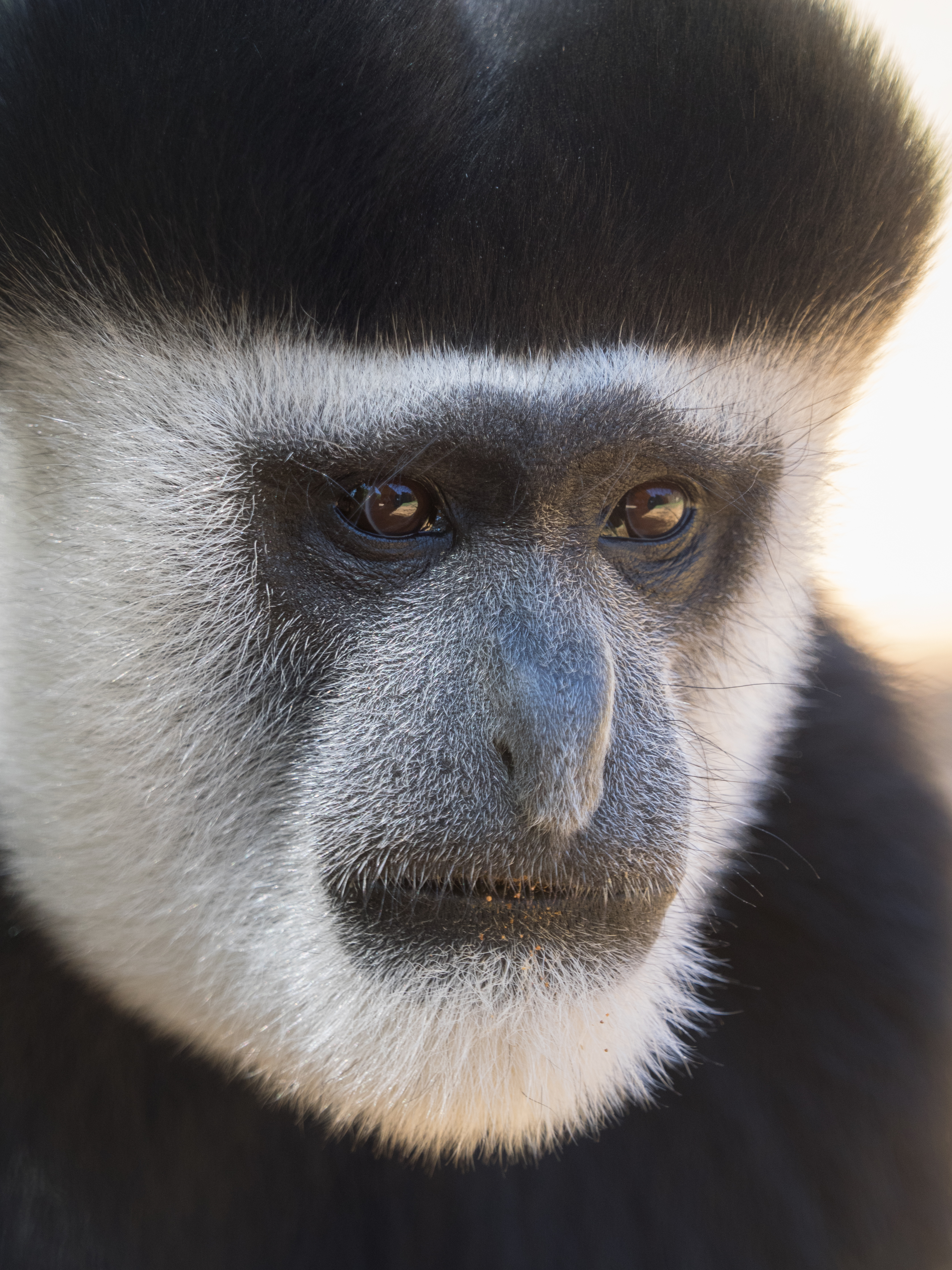
Colobus
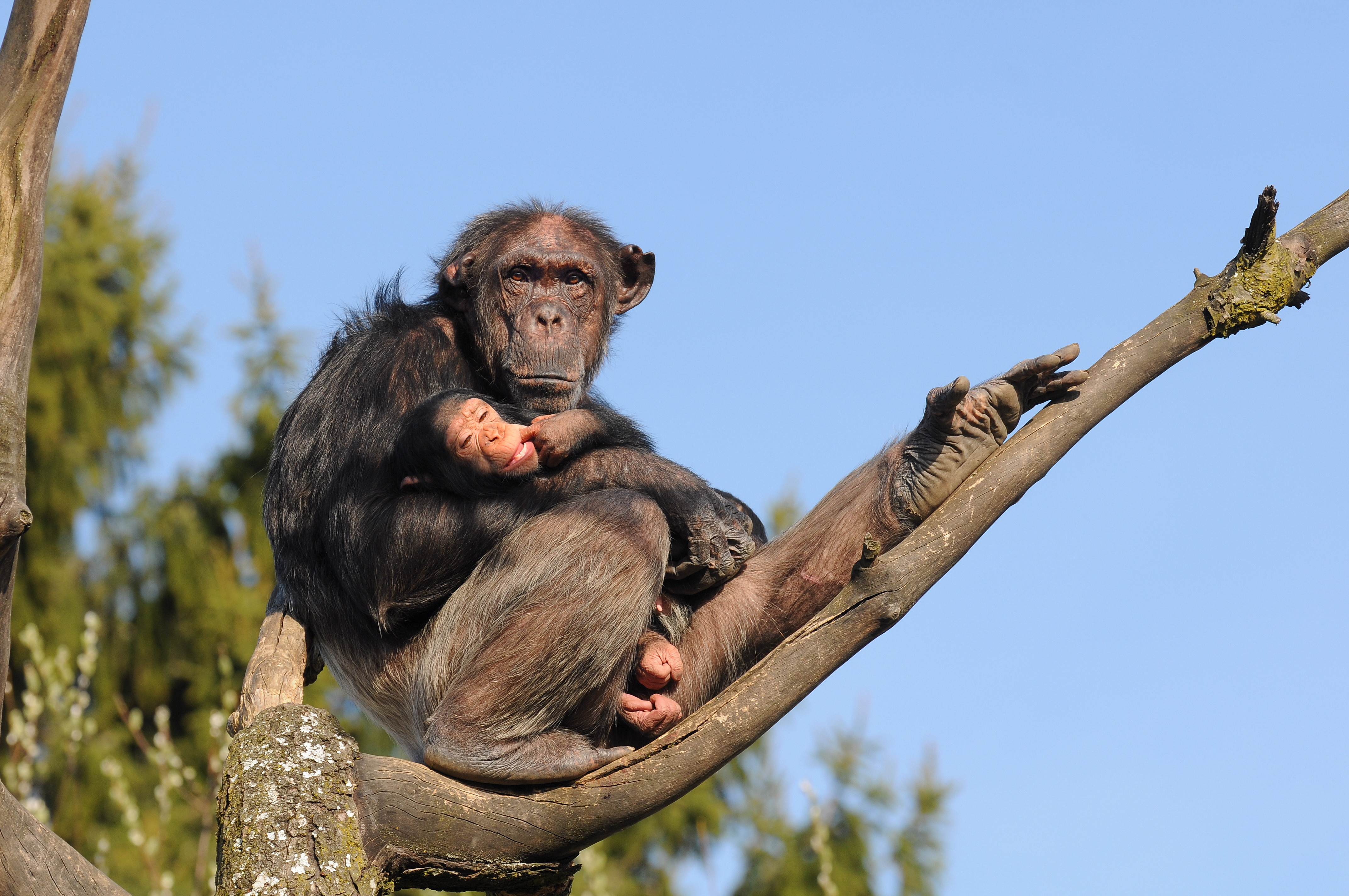
Ximpanzé
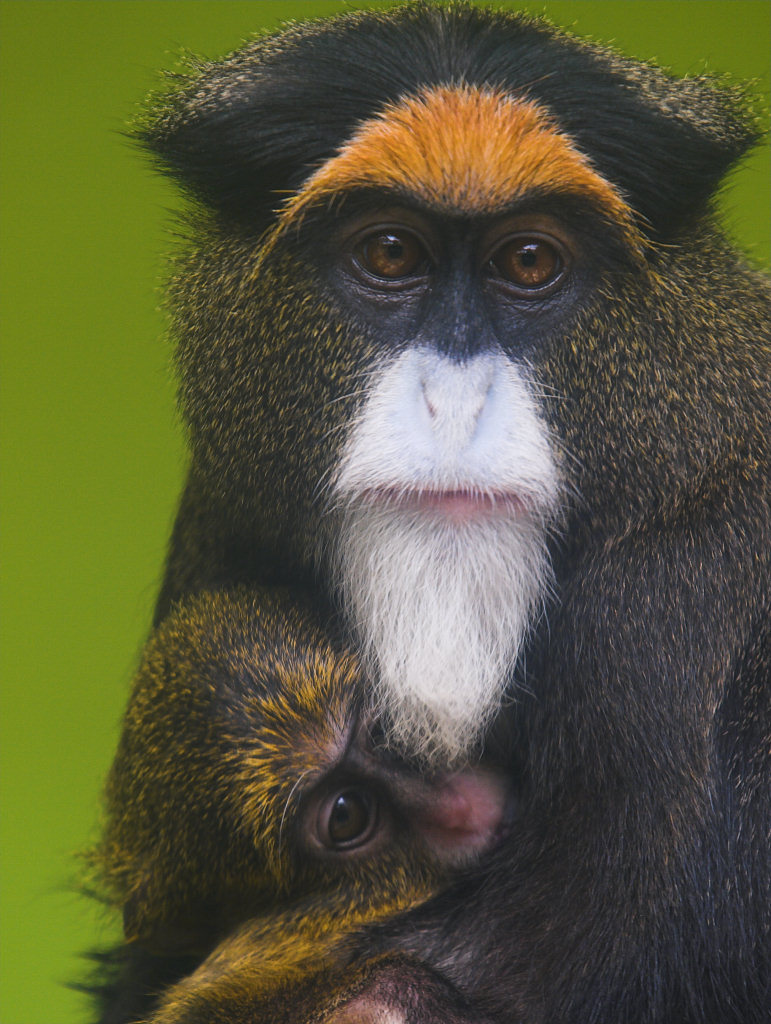
C. de De Brazza
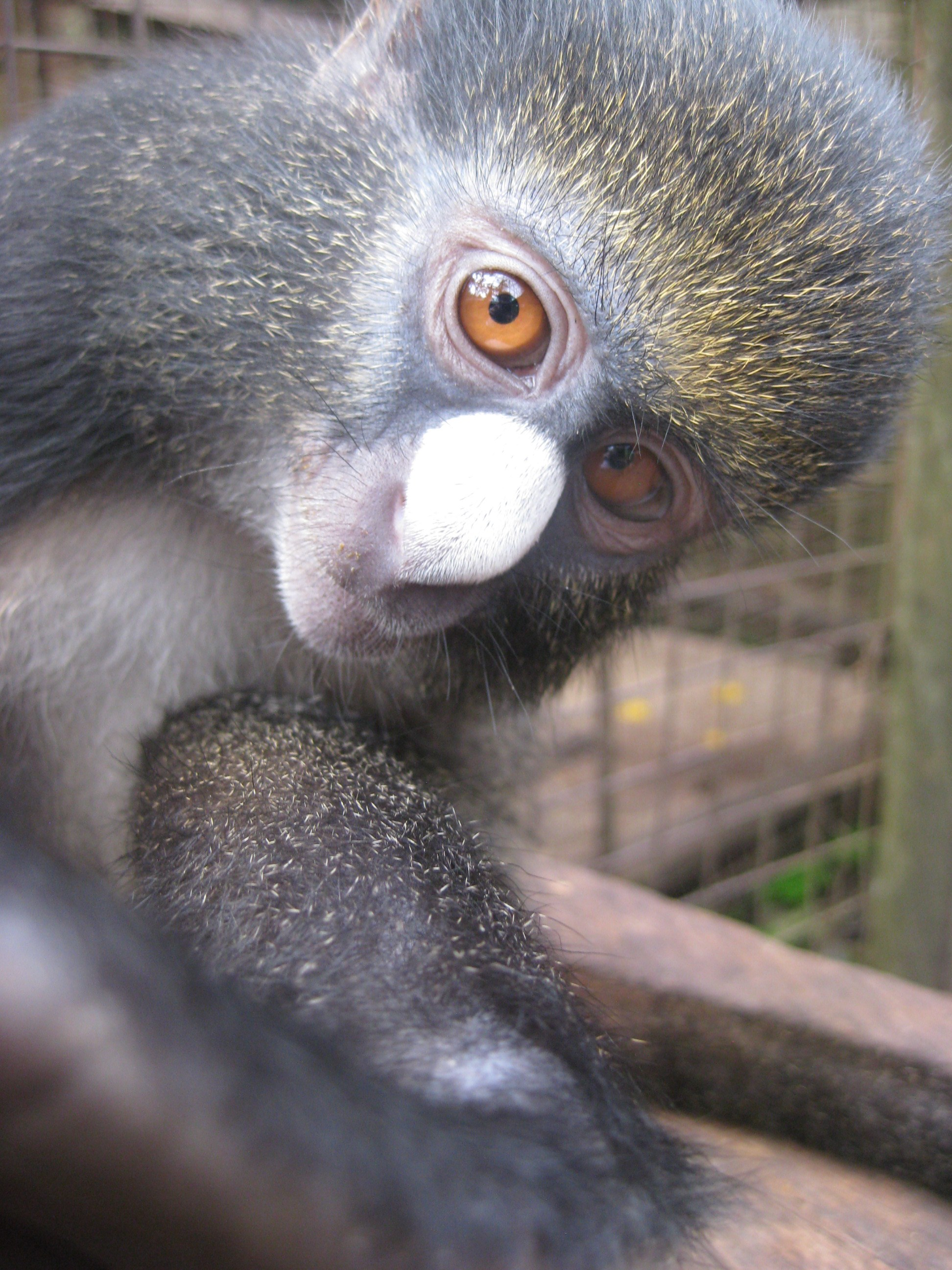
C. de nas blanc
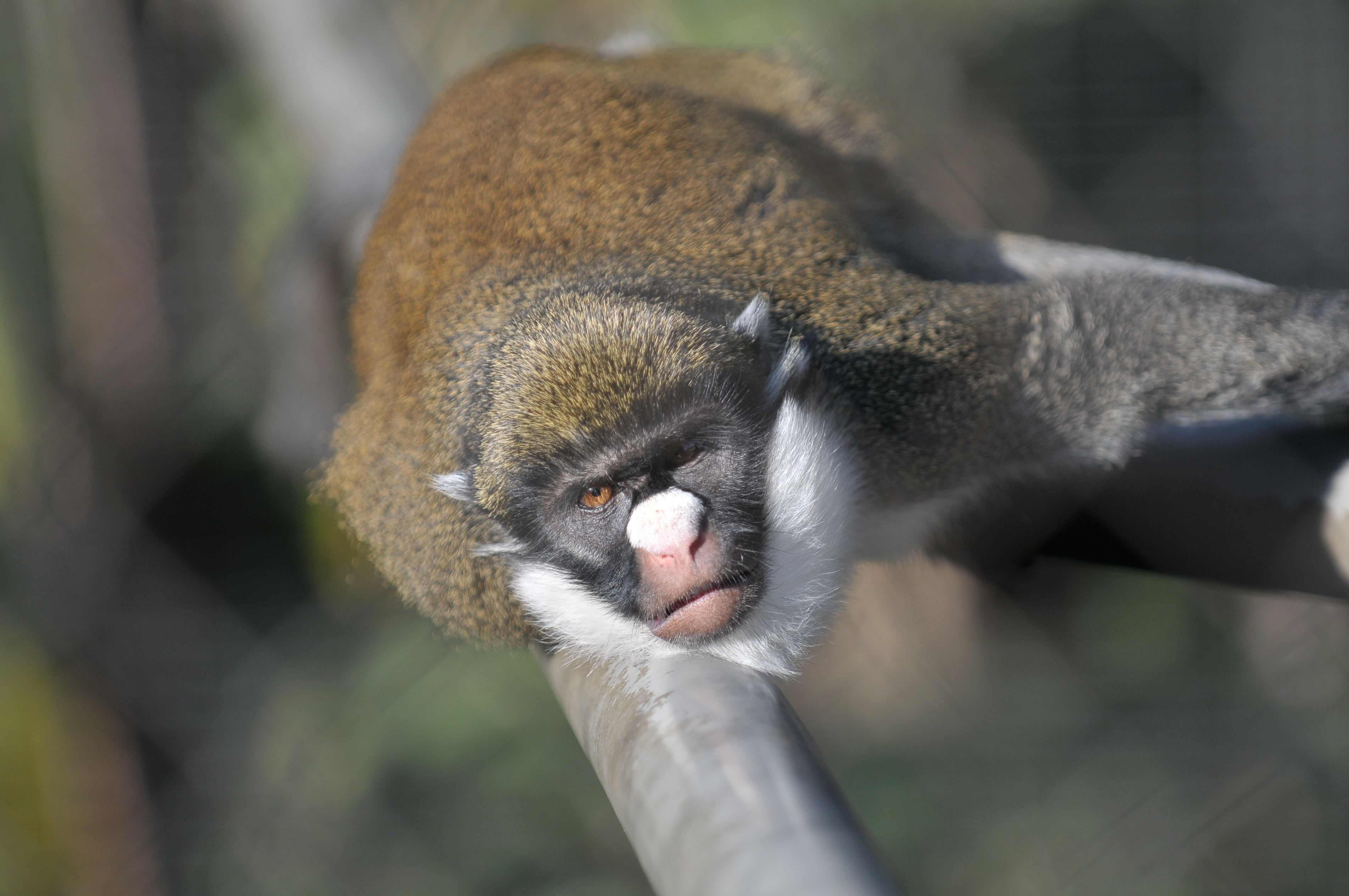
C. de nas blanc petit

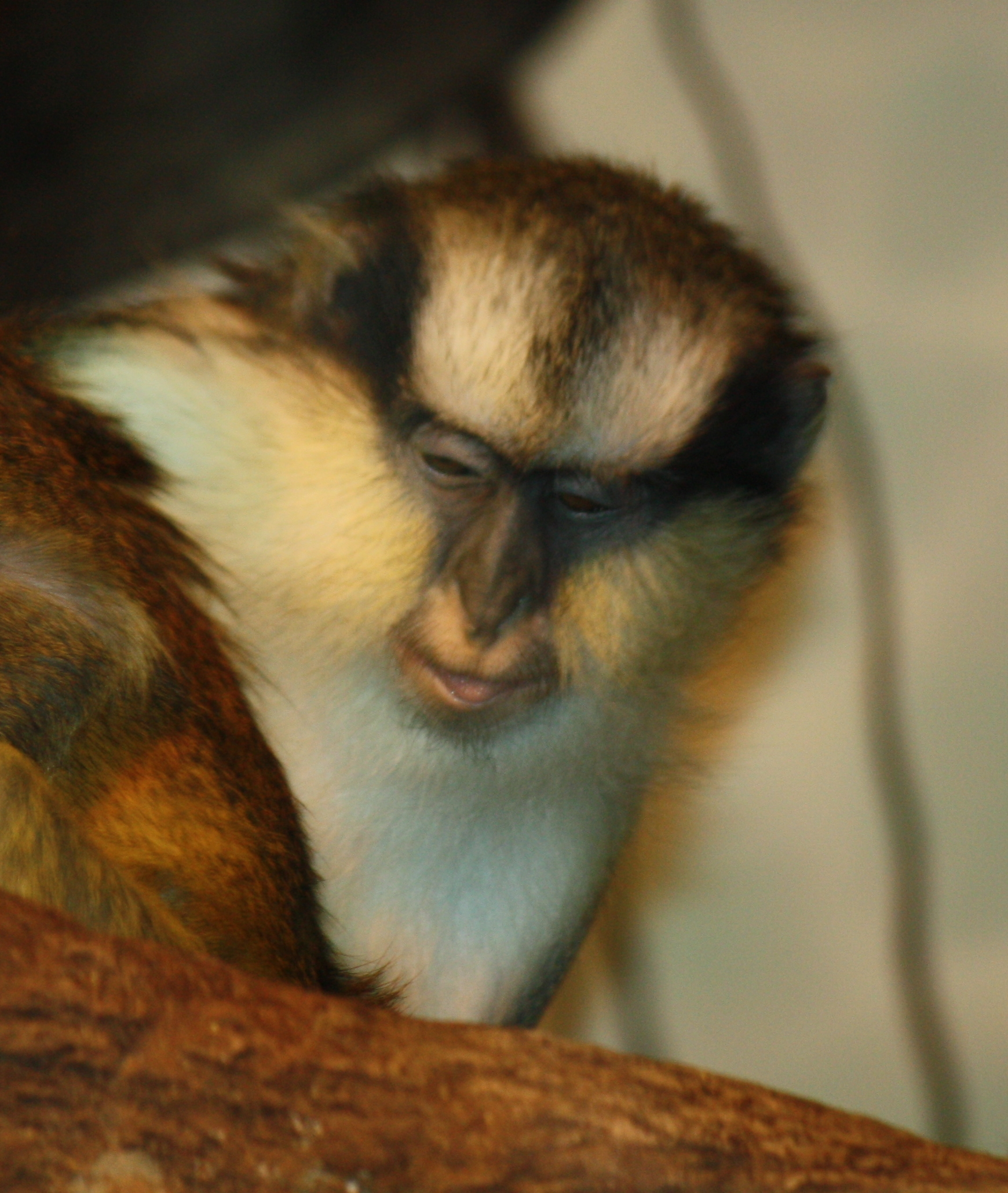
C. coronat
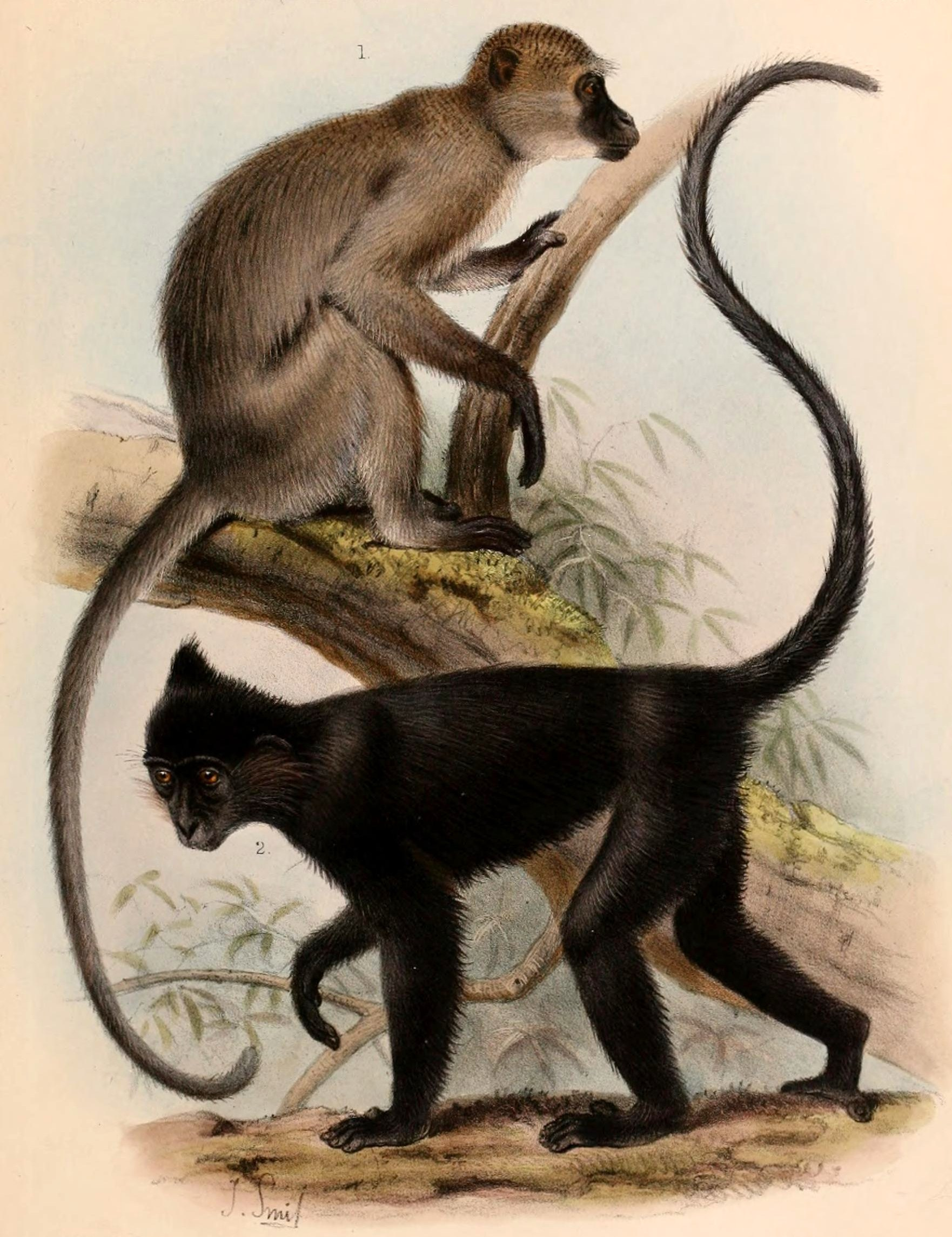
Mangabei àgil
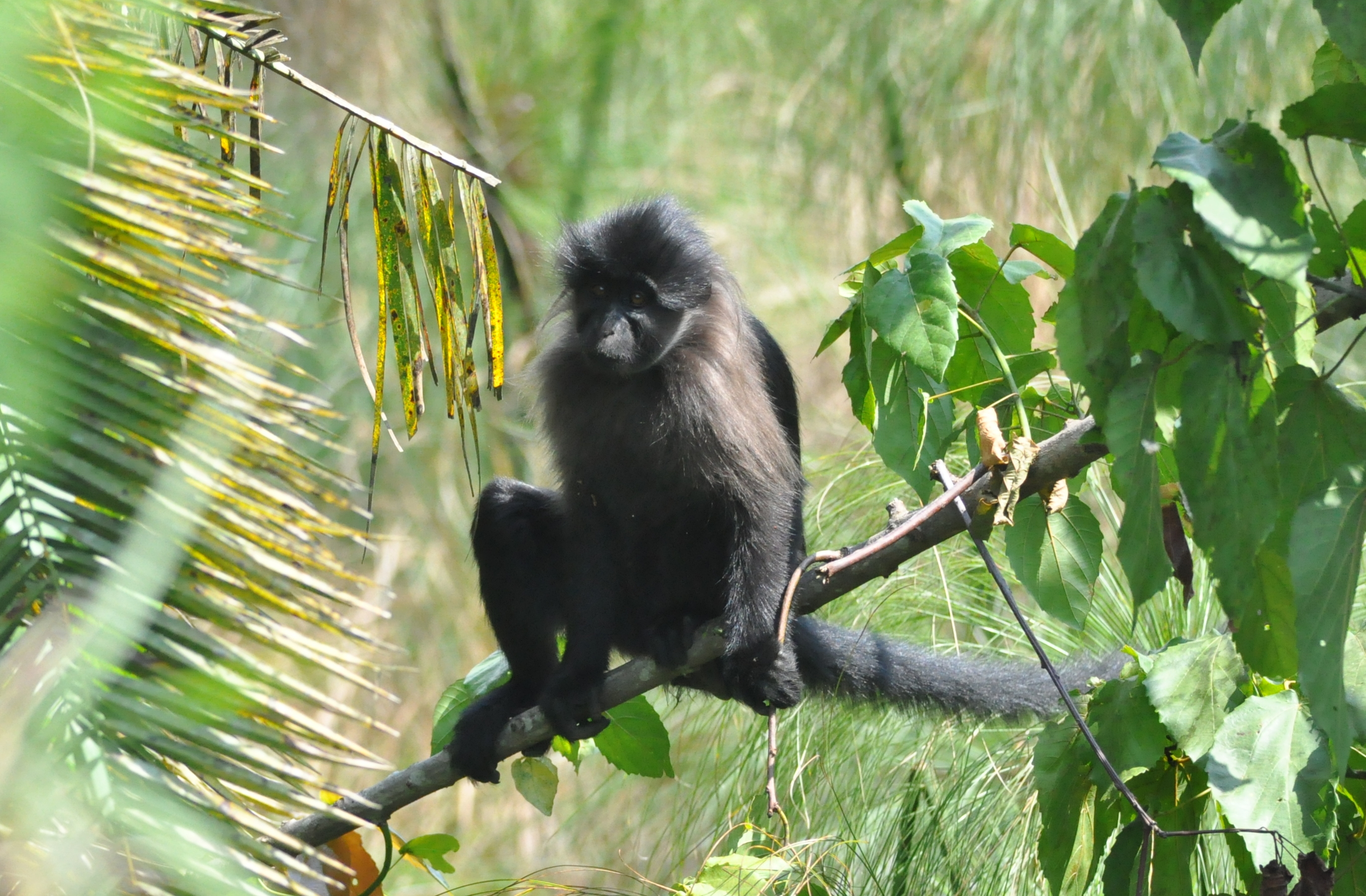
Mangabei de galtes grises

La llúdria del Cap (Aonyx capensis) i la llúdria de coll tacat (Hydrictis maculicollis) són dos visitants més, habituals de les clarianes. La llúdria del Cap és més fàcil de veure que la llúdria del coll tacat, ja que aquesta última apareix pel bai únicament un parell de cops l'any. En els pantans de Mbeli Bai troben cucs i en els rierols i basses, peixos. La mangosta aquàtica (Atilax paludinosus) és un altre dels carnívors atrets pel bai. Es tracta d'un animal solitari, silenciós i difícil de veure.
A vegades dues espècies de porcs deambulem pel bosc vorejant la cantonada més oriental del bai: el porc senglar de riu (Potamochoerus porcus), omnívor i de color taronja-marró, i l'hiloquer (Hylochoerus meinertzhageni), herbívor i de color gris fosc. Ambdues espècies viuen en grups liderats per mascles els quals arriben a ser força agressius, particularment, quan defensen les seves femelles o les seves cries dels depredadors.
El lleopard (Panthera pardus) és probablement el mamífer més difícil de veure a Mbeli Bai. S'apropen al bai per intentar caçar algun sitatunga, però no hi entren gairebé mai. Els lleopards tenen moltes dificultats per moure's en terrenys pantanosos, la qual cosa representa un avantatge important per les seves preses potencials.

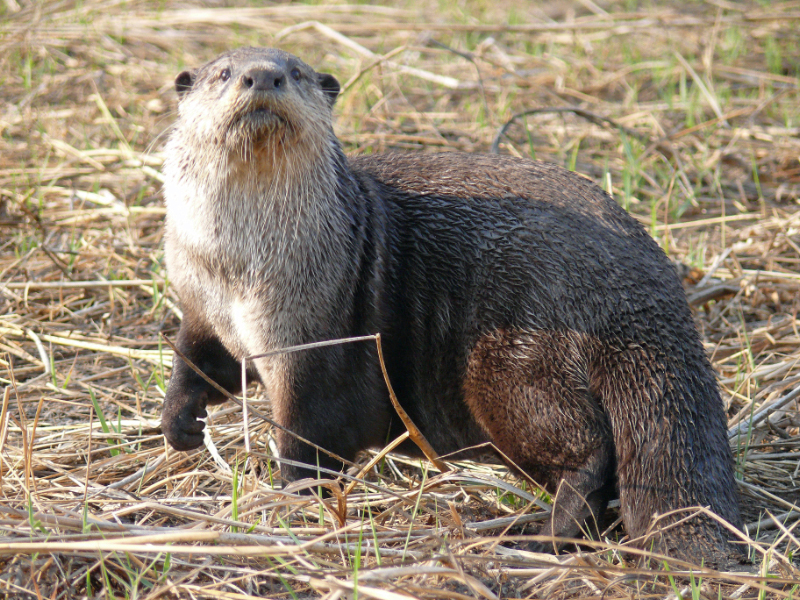
Llúdria del Cap
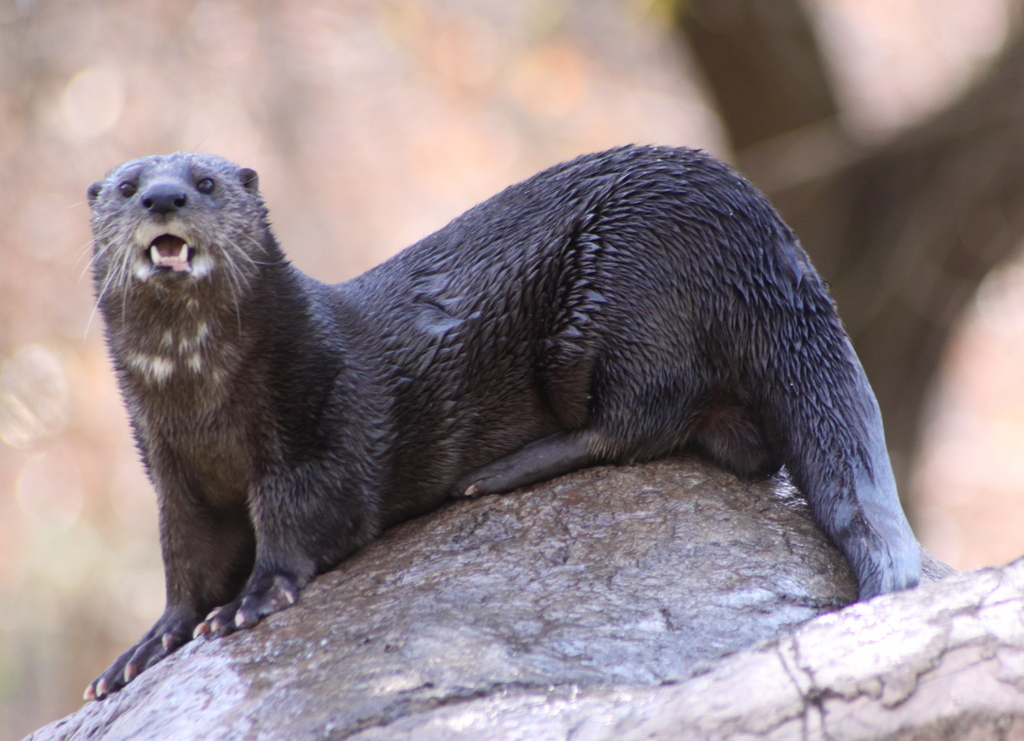
Llúdria de coll tacat
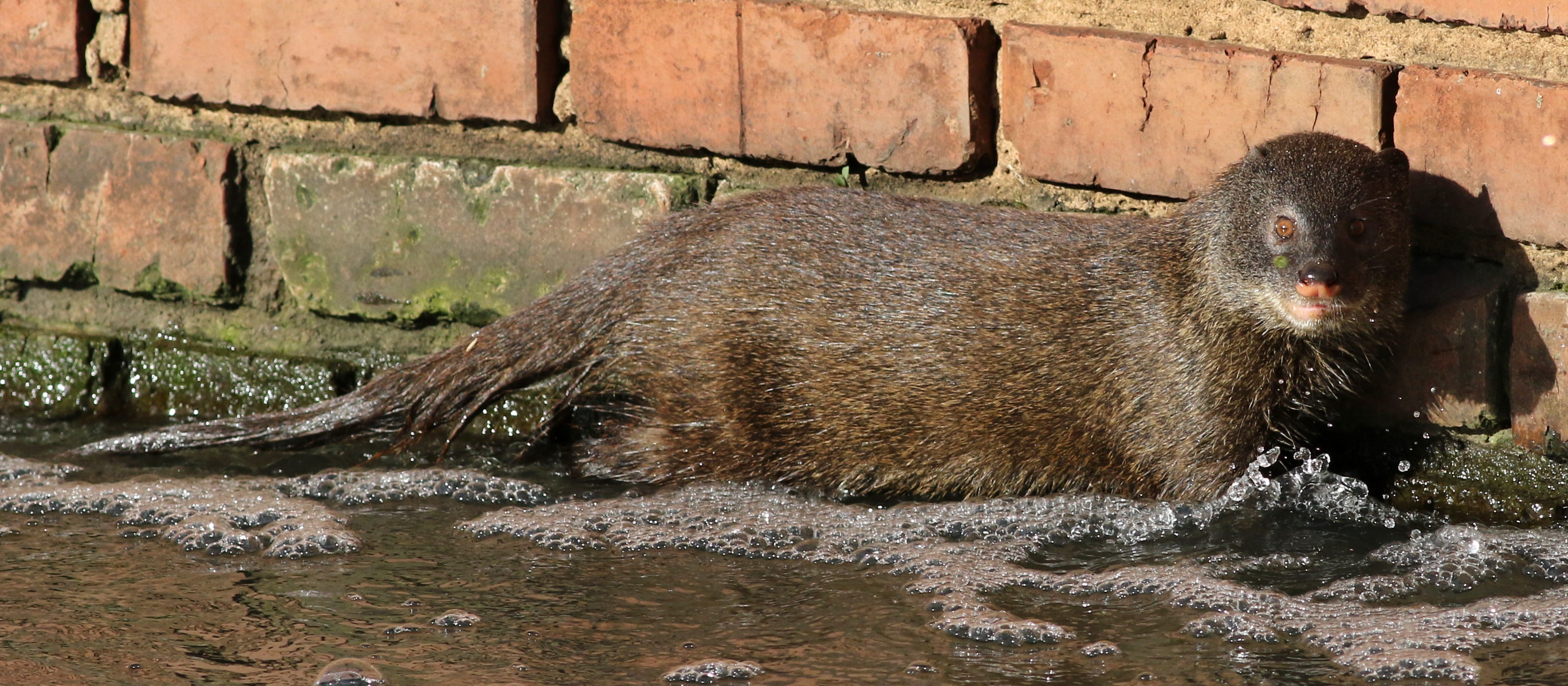
Mangosta aquàtica
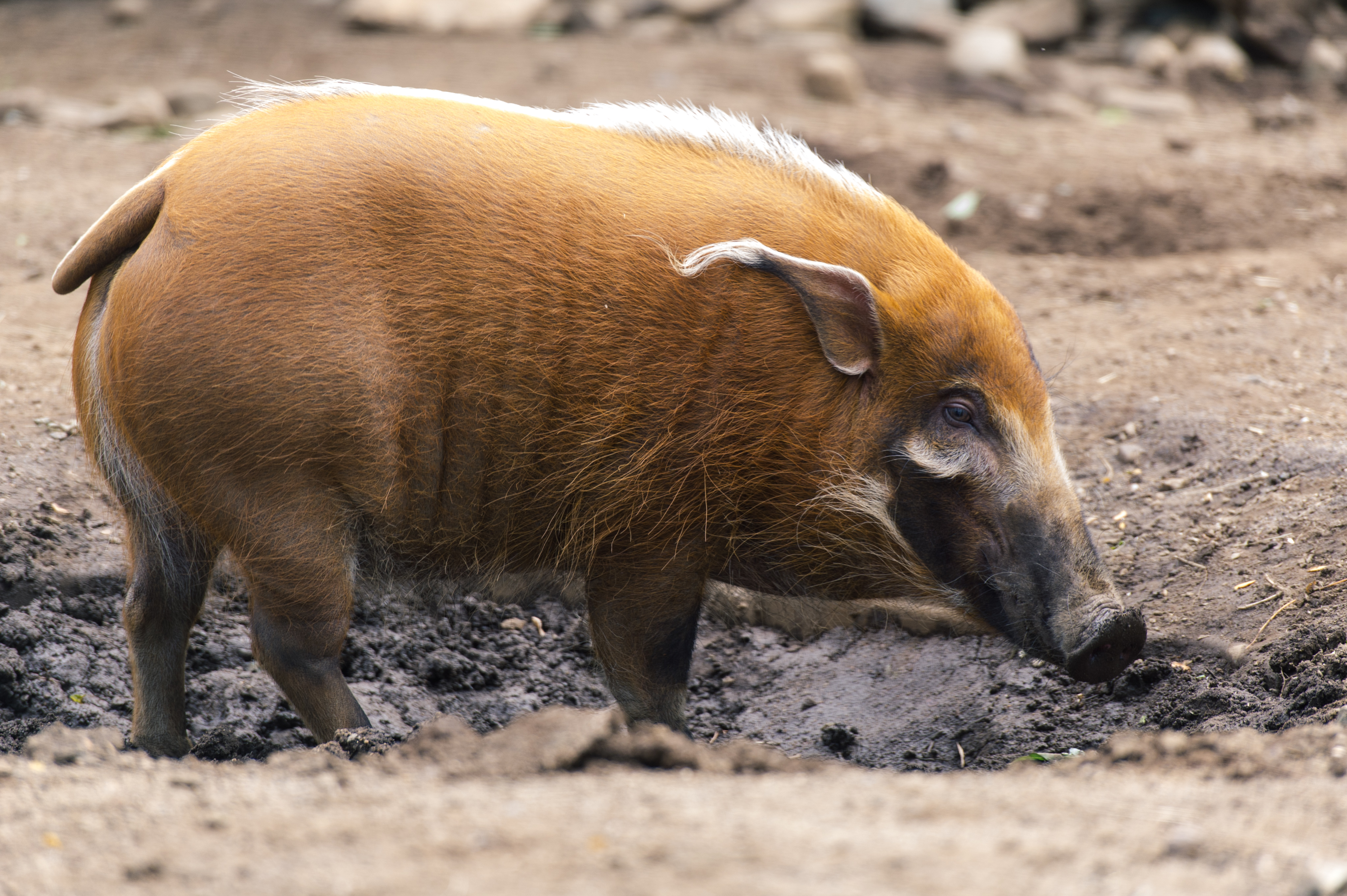
Porc senglar de riu
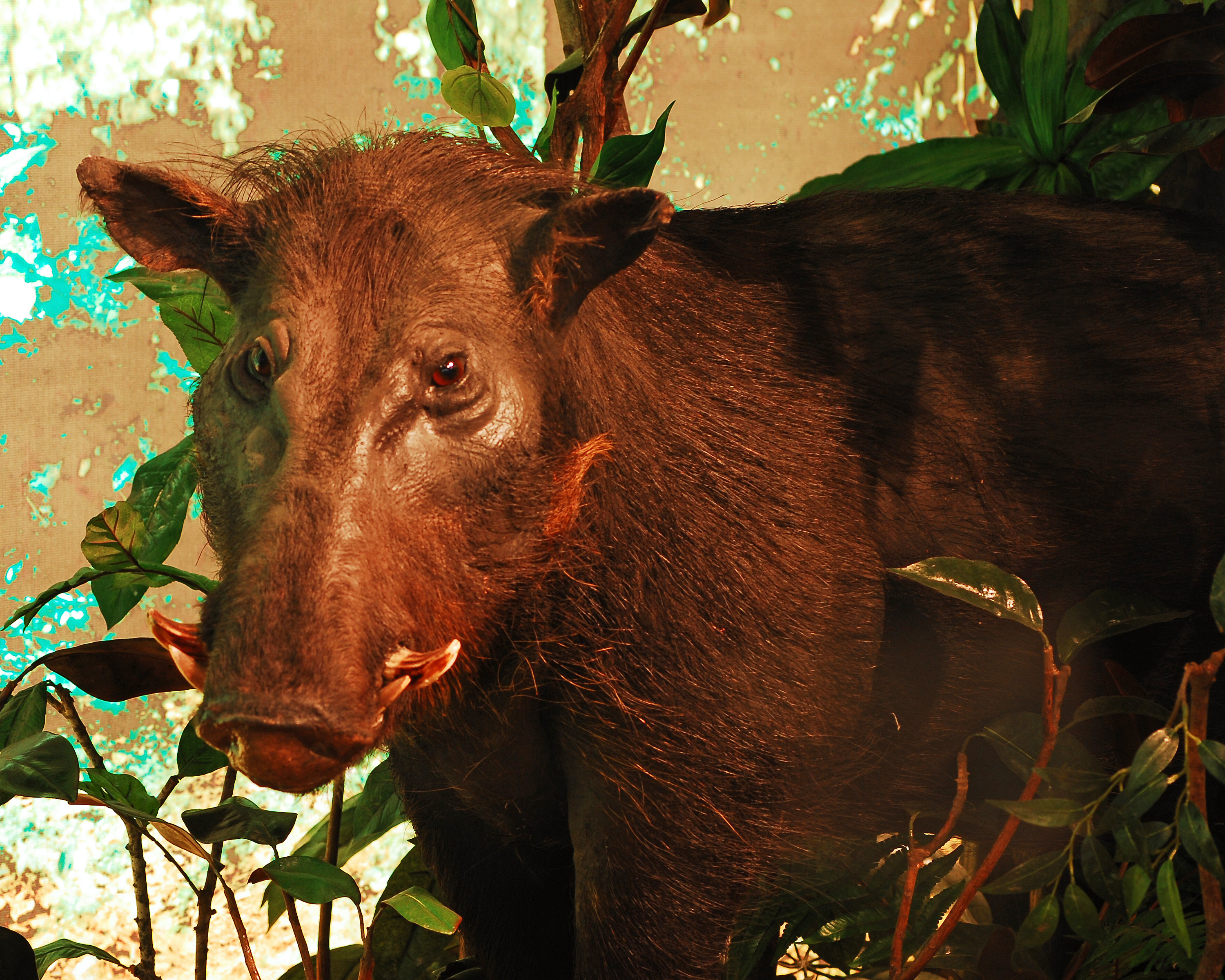
Hiloquer
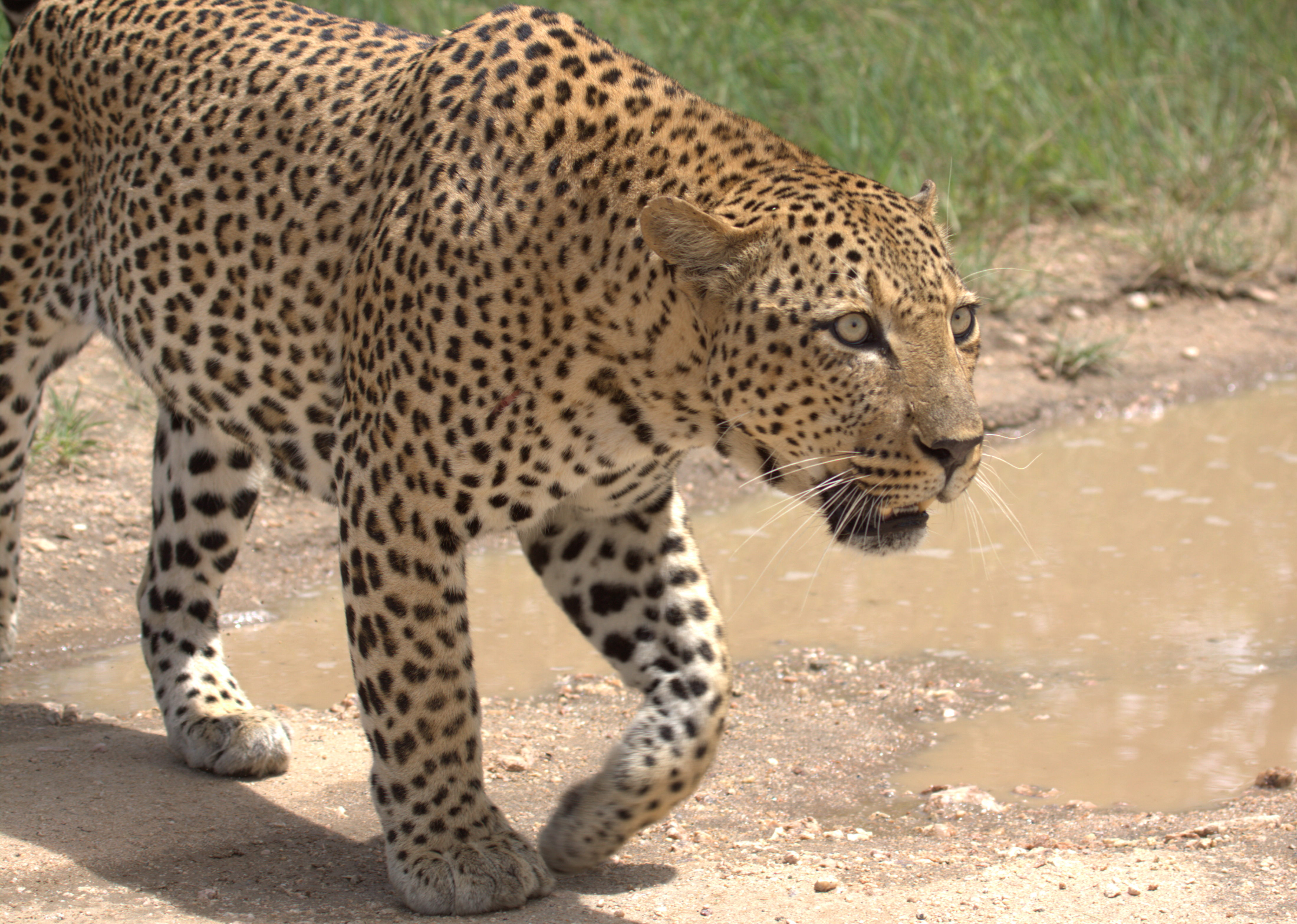
Lleopard

#### Rèptils
En el bai hi ha dues espècies de cocodrils: el cocodril de Guinea (Crocodylus cataphractus), amb un musell llarg i prim característic, i el cocodril nan (Osteolaemus tetraspis). Ambdues espècies emeten vocalitzacions per comunicar-se. El cocodril de Guinea també pot fer sorolls obrint i tancant la boca o colpejant l'aigua amb la cua. Passen moltes hores prenent el sol.
Un altre rèptil que a vegades visita el bai és el varà del Nil (Varanus niloticus). A vegades els individus d'aquesta espècie utilitzen per a prendre el sol el primer pis de la plataforma d'observació on treballen els equips científics. En el bai, el varà del Nil troba bona part del seu aliment: peixos, granotes, ous de cocodril, serps, aus, petits mamífers, insectes grans, cadàvers, etc.
Igual que en molts espais naturals, a Mbeli Bai també hi ha serps. L'espècie que es veu amb més freqüència és la inofensiva serp de l'arbre verd (Dendrelaphis punctulata). Altres ofidis que hi són presents són la mamba verda del Congo (Dendroaspis sp), la cobra de bosc (Naja melanoleuca) i la pitó (Python sp).

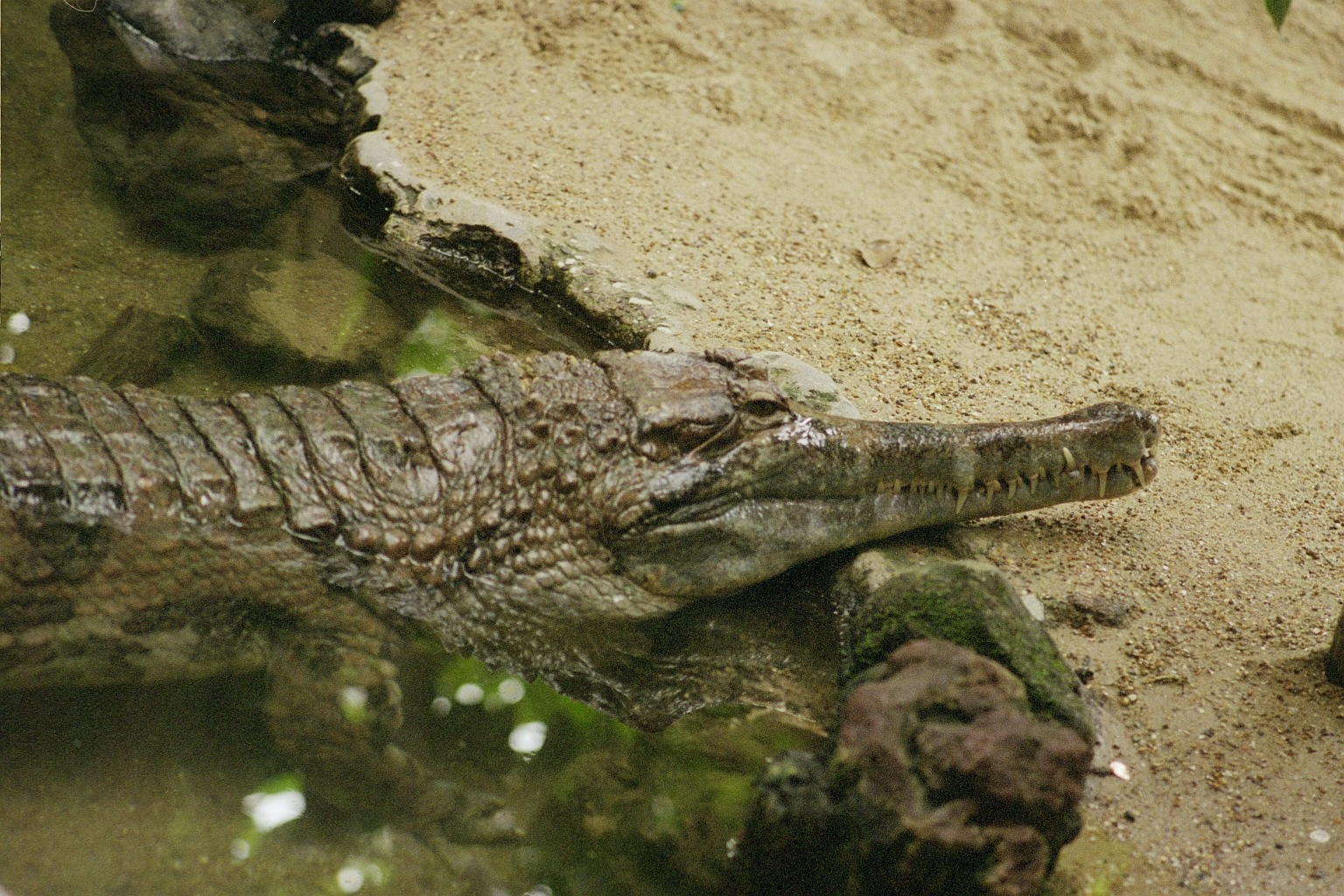
Cocodril de Guinea
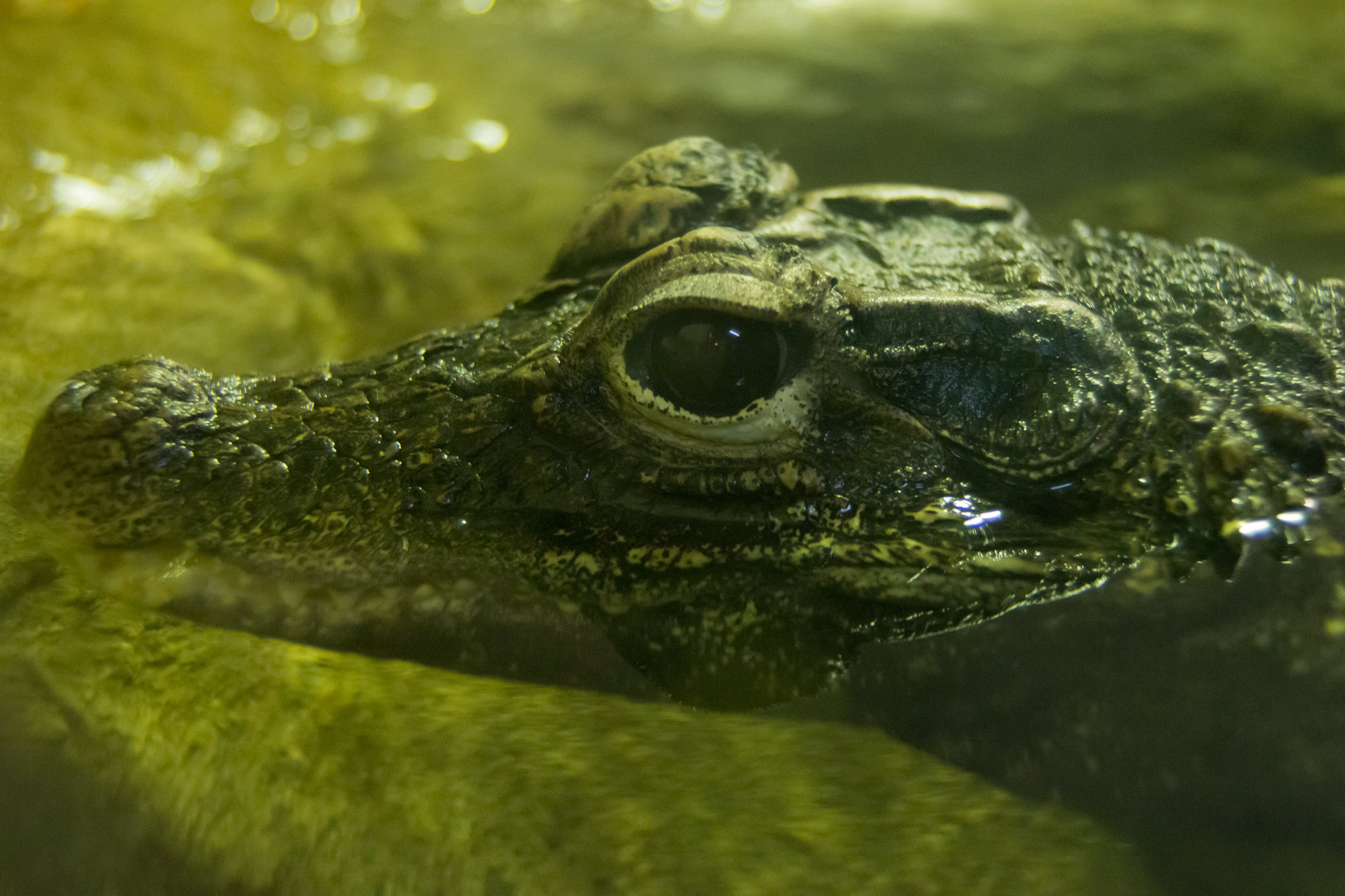
Cocodril nan
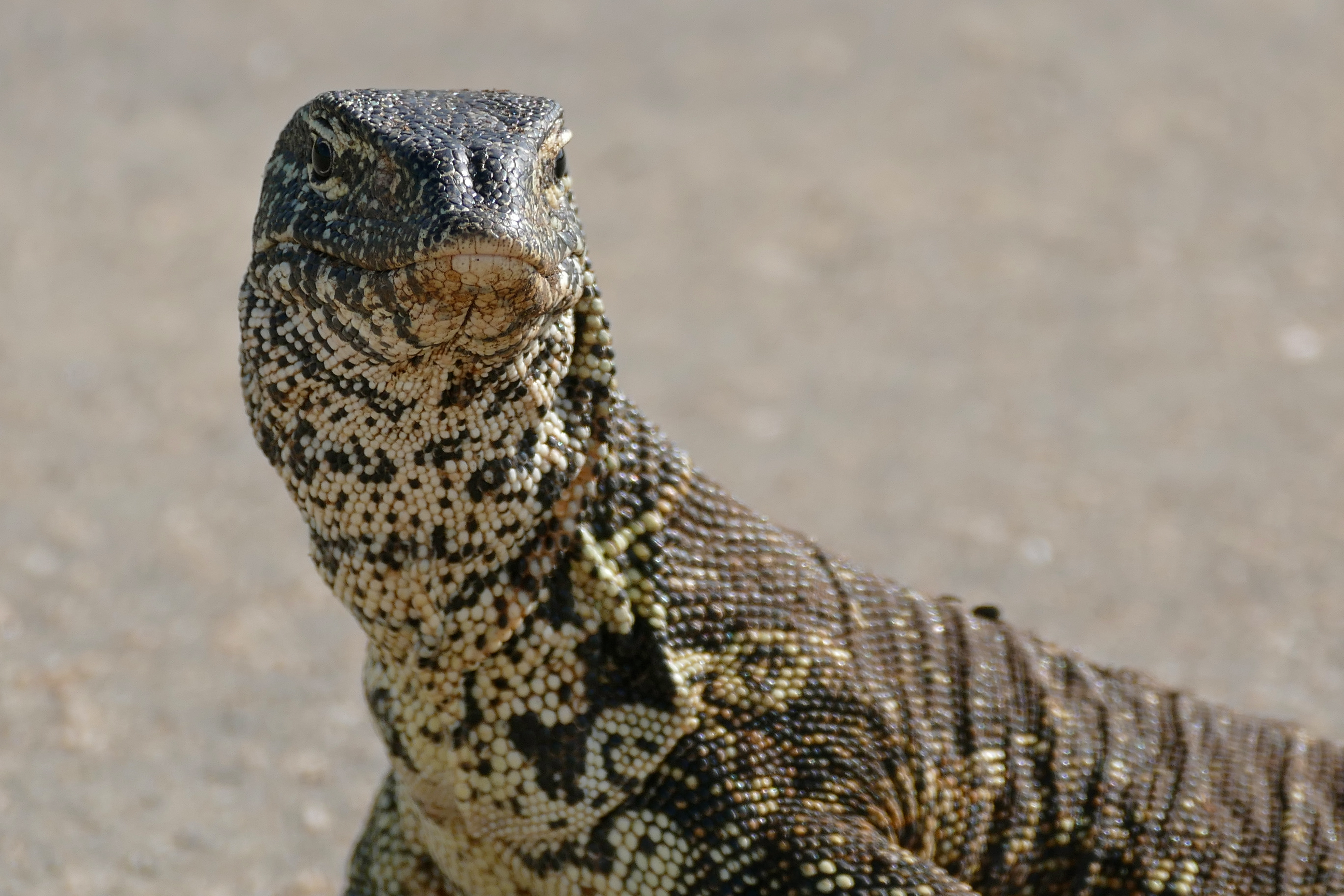
Varà del Nil
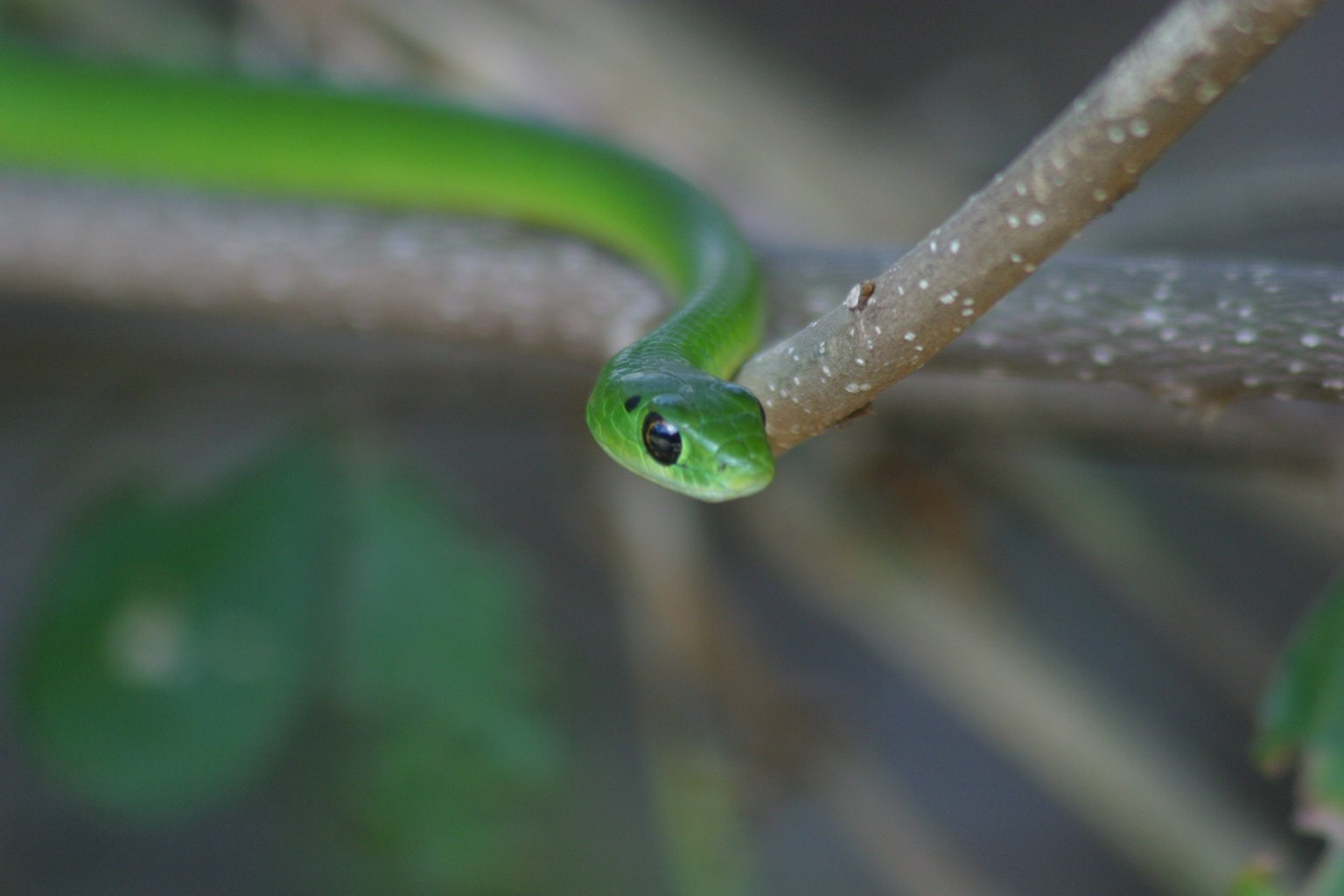
Serp de l'arbre verd
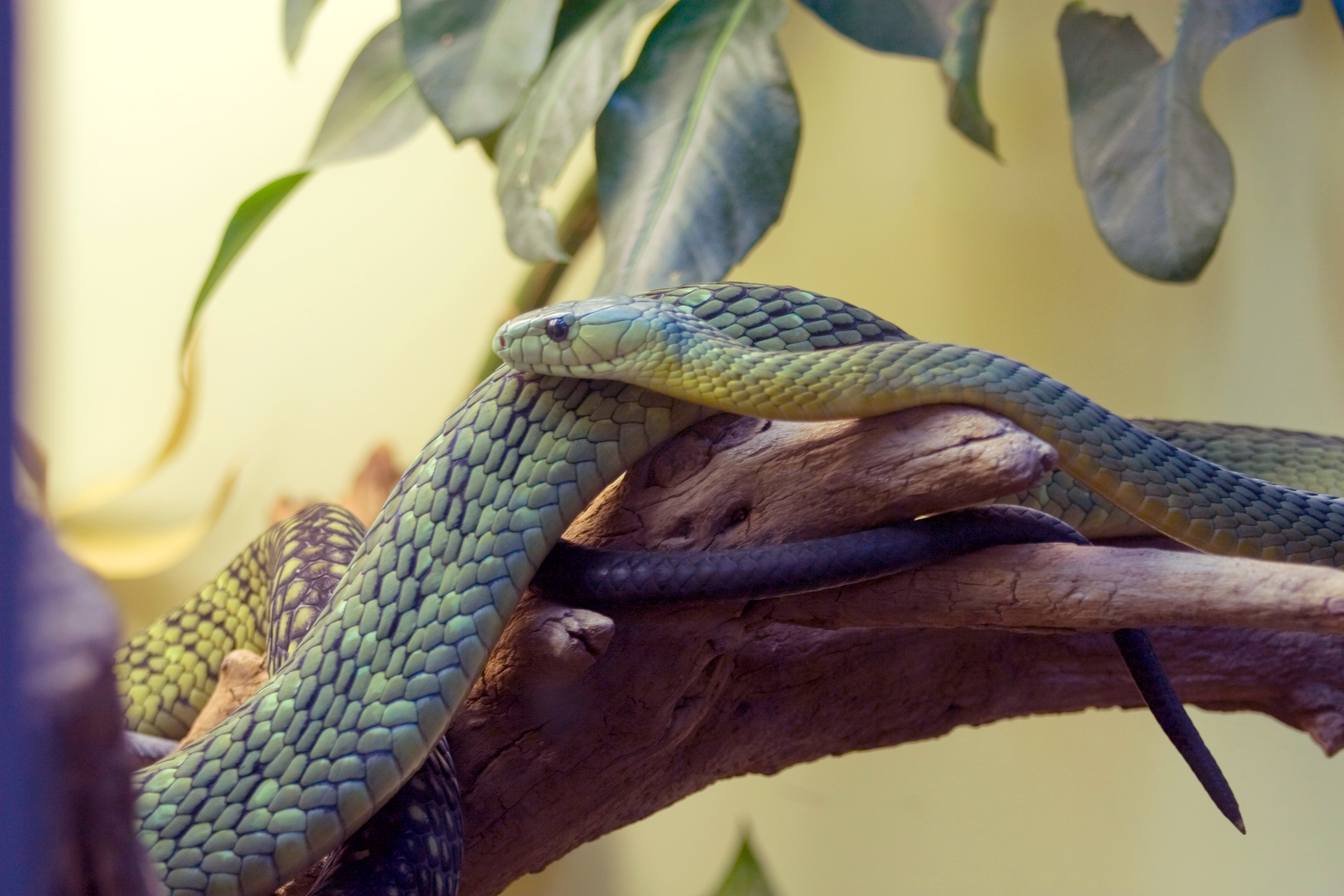
Mamba verda del Congo
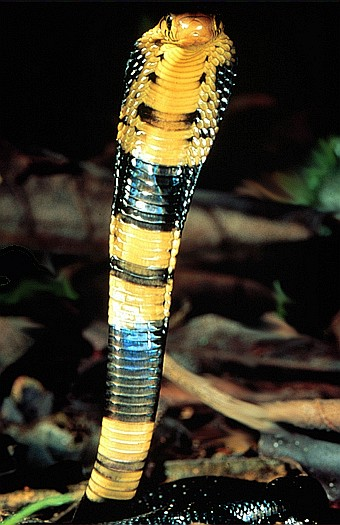
Cobra de bosc
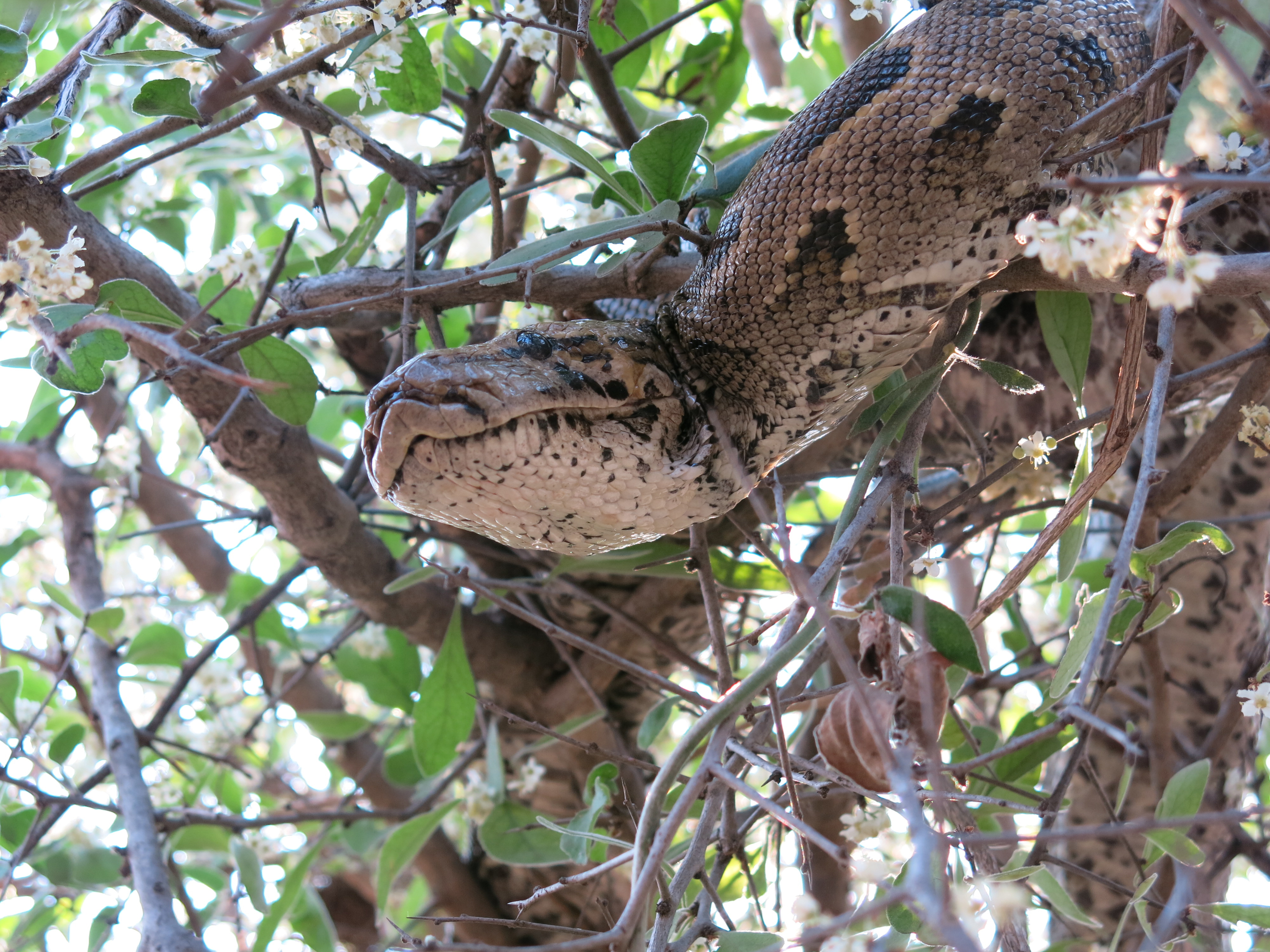
Pitó

#### Ocells
A la vora del bai, cada any hi arriba una parella de pigargs africans (Haliaeetus vocifer), reconstrueix el seu niu i s'instal·la. Els pigargs acudeixen al bai per a reproduir-se. El mascle i la femella són molt difícils de distingir llevat que copulin. Són ocells monògams per la qual cosa es creu que la parella que visita el bai any rere any és sempre la mateixa.
A més dels pigargs altres rapinyaires sobrevolen el bai a la recerca de preses. El més comú és el voltor de palmerar (Gypohierax angolensis). S'alimenta habitualment de fruits de palma, però també menja peixos, raó per la qual els pigargs si poden, el fan fora.
L'arpellot de marjal (Circus aeruginosus) i el milà de bec groc (Milvus aegyptius) també són habituals al bai. L'any 2014 va haver-hi un albirament puntual d'una arpella esparverenca africana (Polyboroides typus).

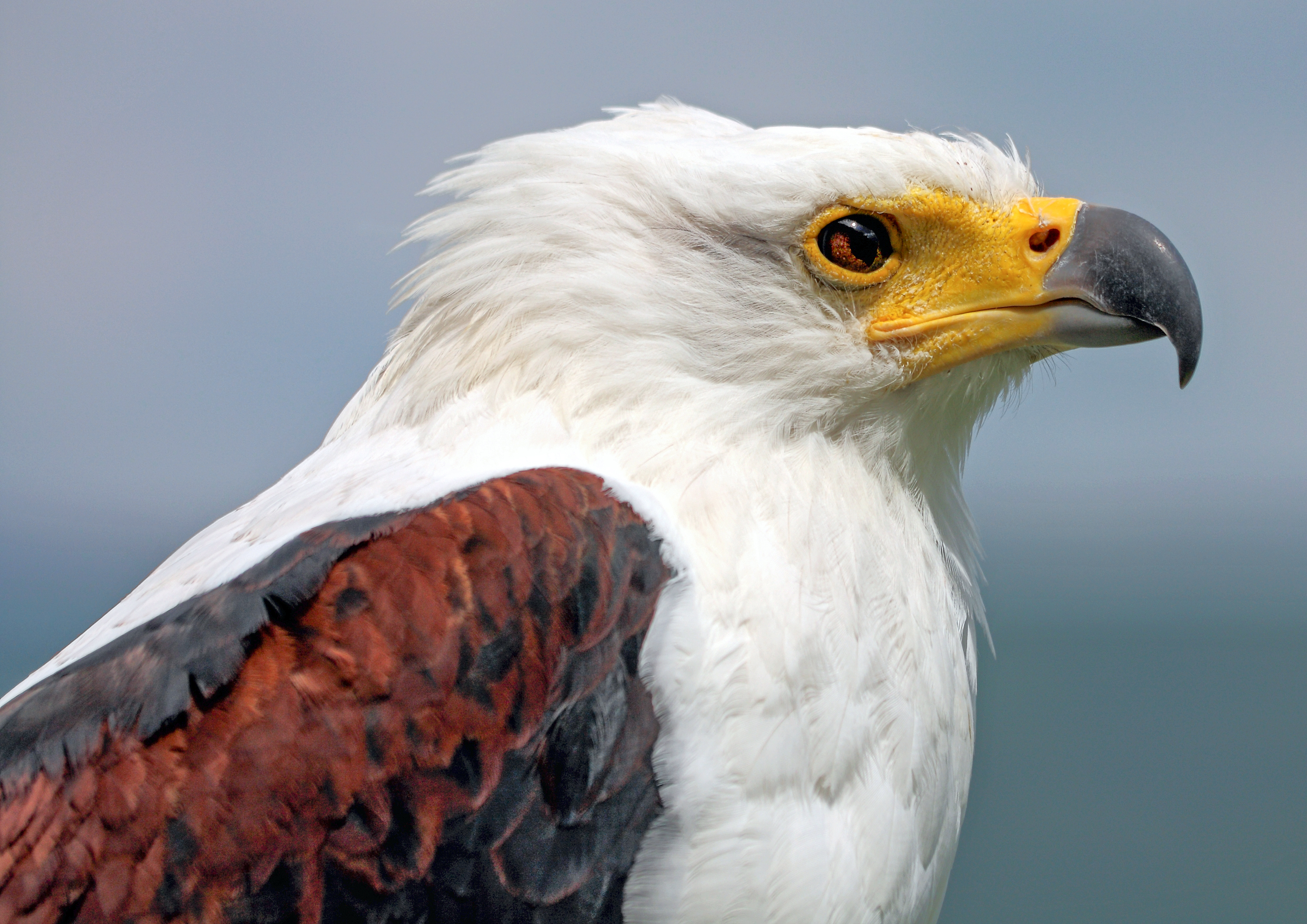
Pigarg africà
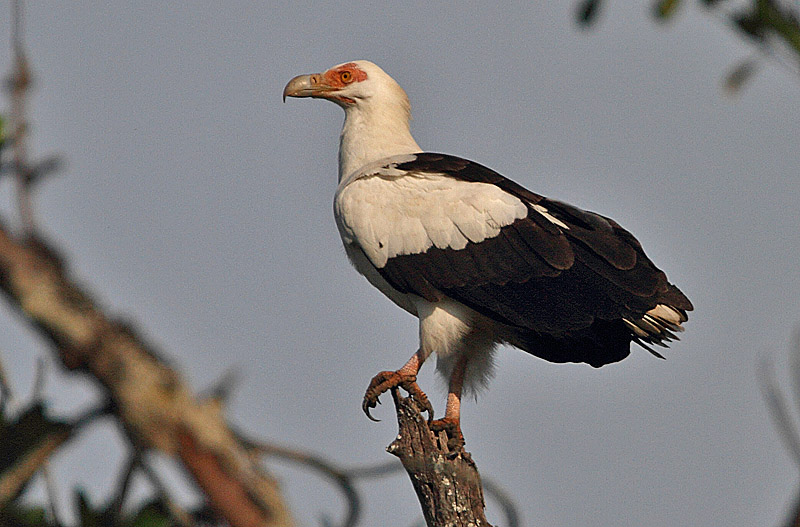
Voltor de palmerar
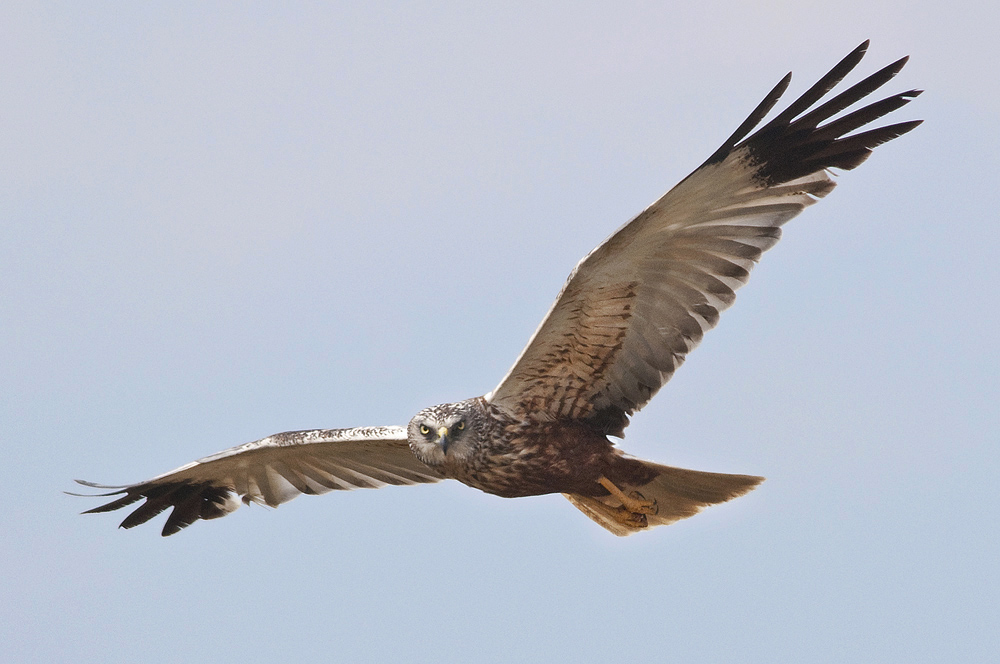
Arpellot de marjal
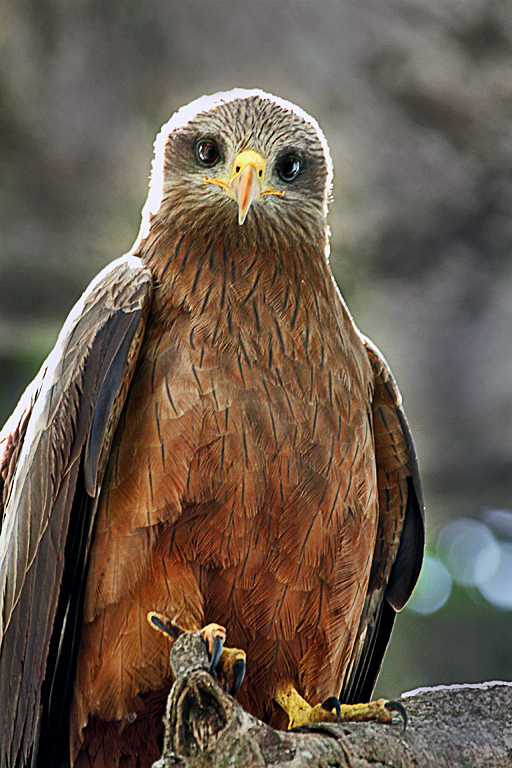
Milà de bec groc
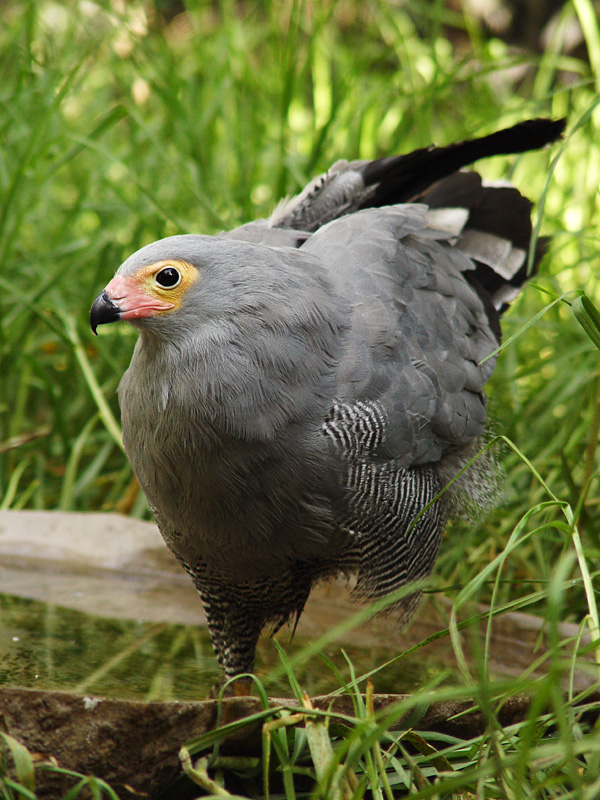
Arpella esparverenca africana

A més dels rapinyaires, altres ocells es deixen veure o sentir per Mbeli Bai. El gallet africà (Actophilornis africanus), però, és l'únic ocell que viu realment en les clarianes.
Tres agrons observats amb freqüència són l'esplugabous (Bubulcus ibis), l'agró blanc (Ardea alba) i el martinet blanc (Egretta garzetta). Alguns ocells visiten el bai per pescar com fan el martinet estriat (Butorides striata), l'agró goliat (Ardea goliath) o el martinet ros (Ardeola ralloides). Igualment interessats en els peixos, però de mida petita, es deixen veure el blauet pigmeu africà (Ispidina picta) i l'alció del Senegal (Halcyon senegalensis).

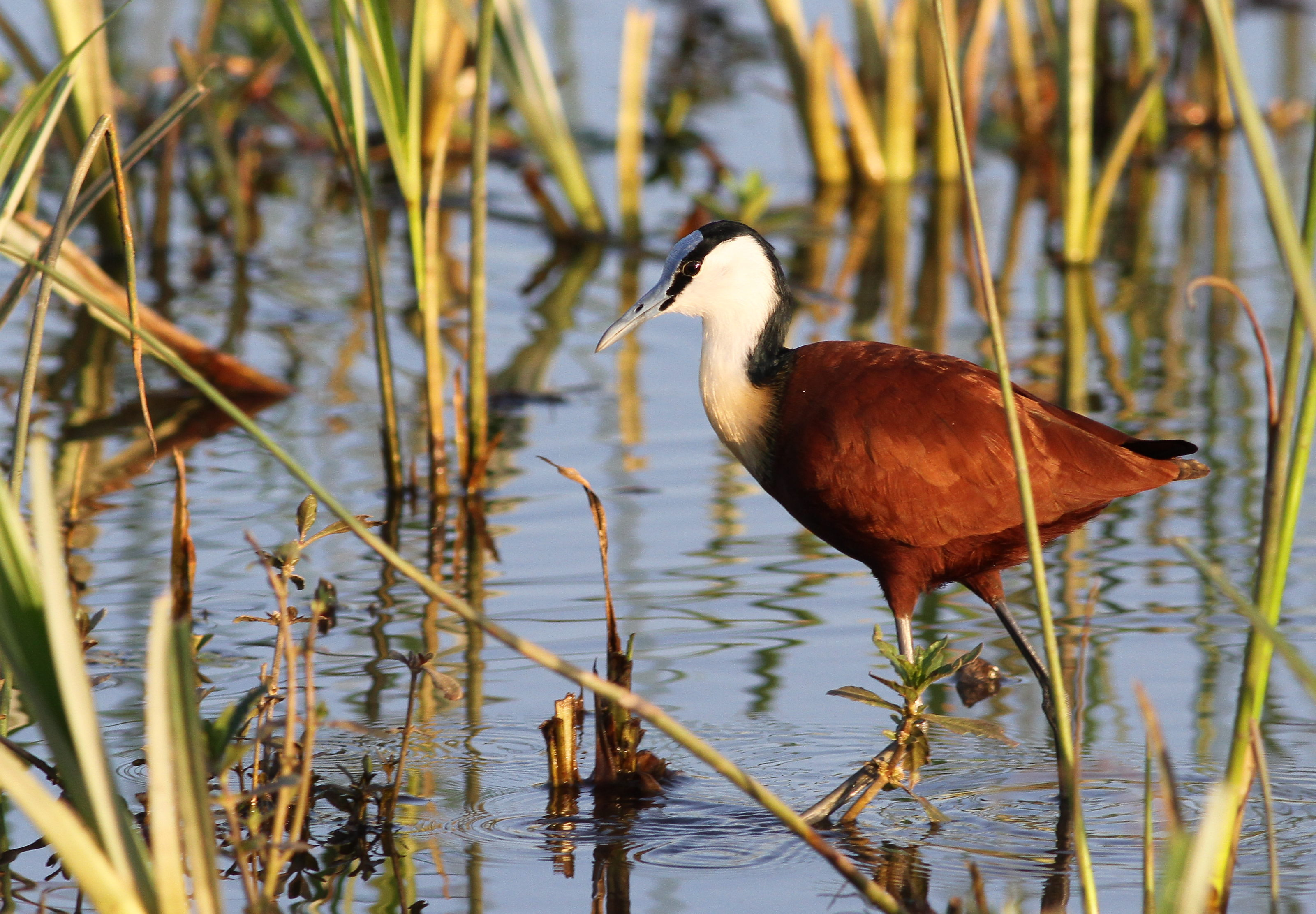
Gallet africà
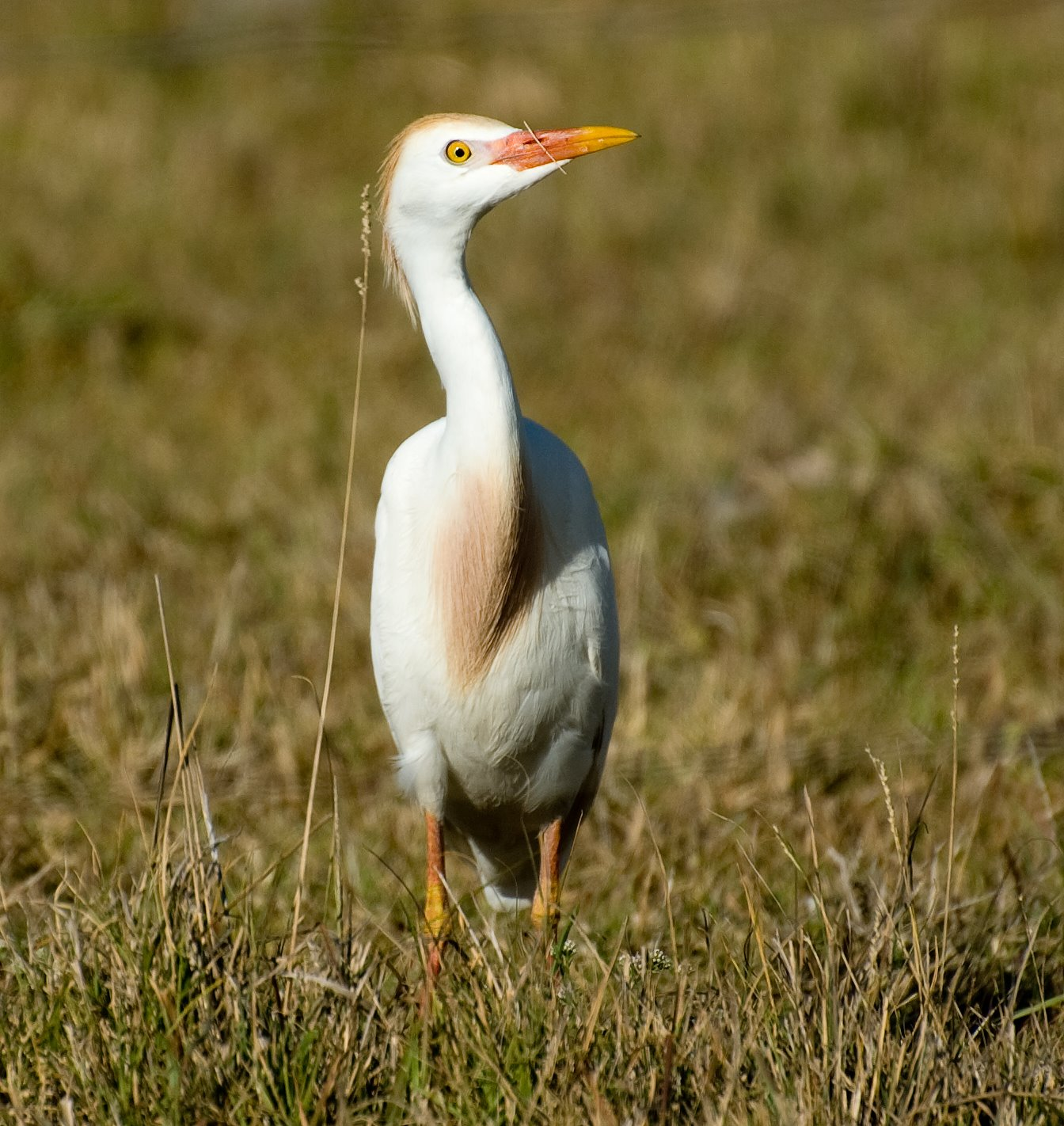
Esplugabous
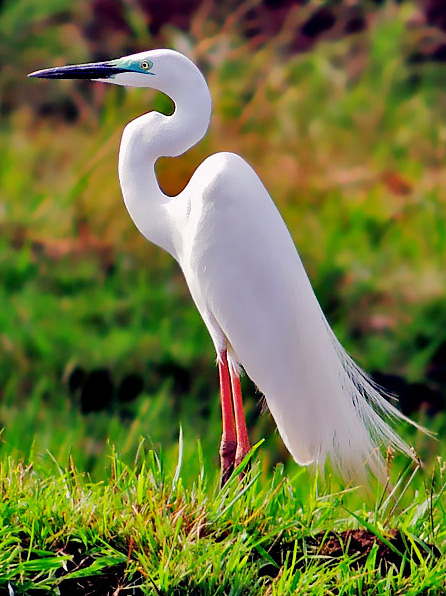
Agró blanc
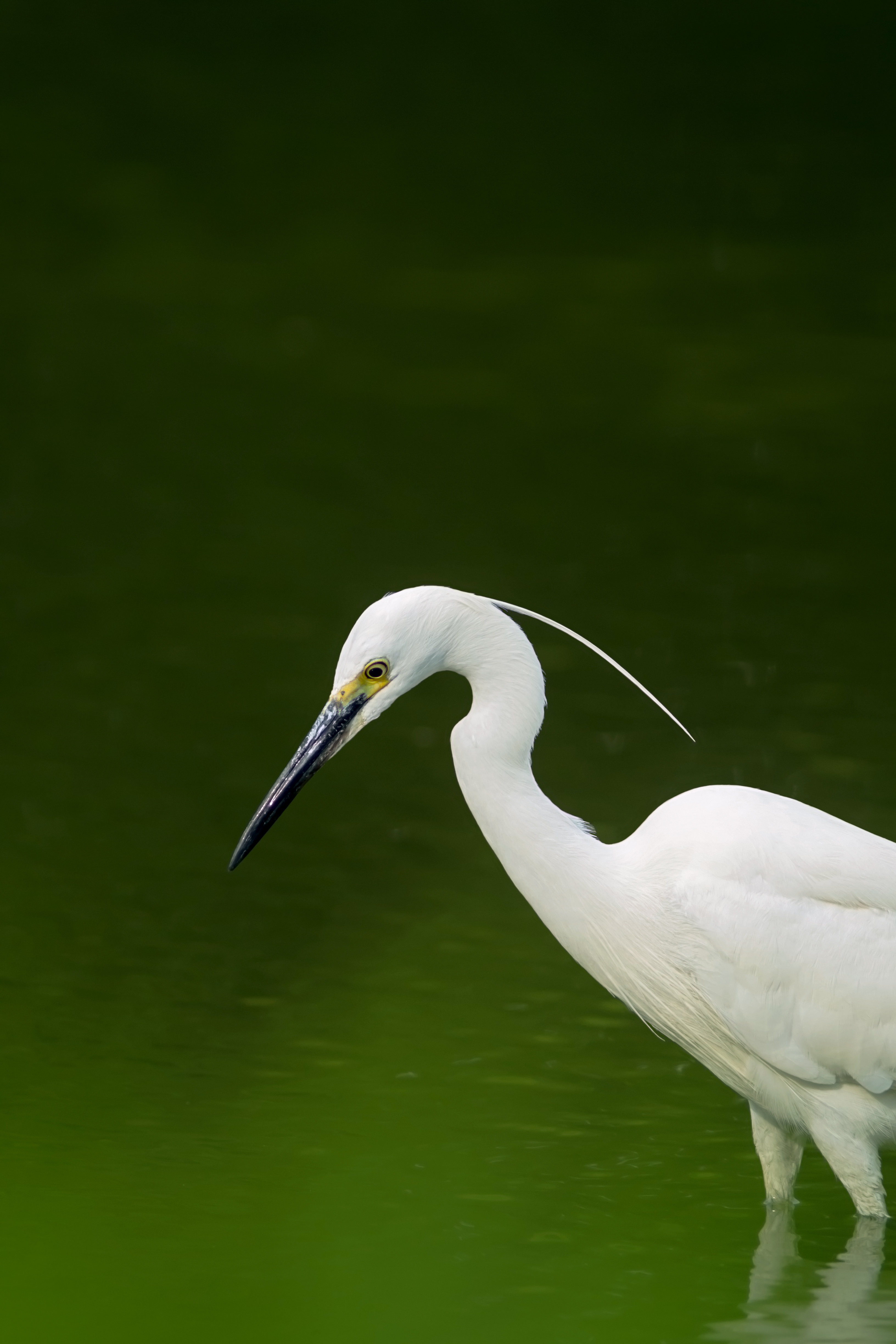
Martinet blanc
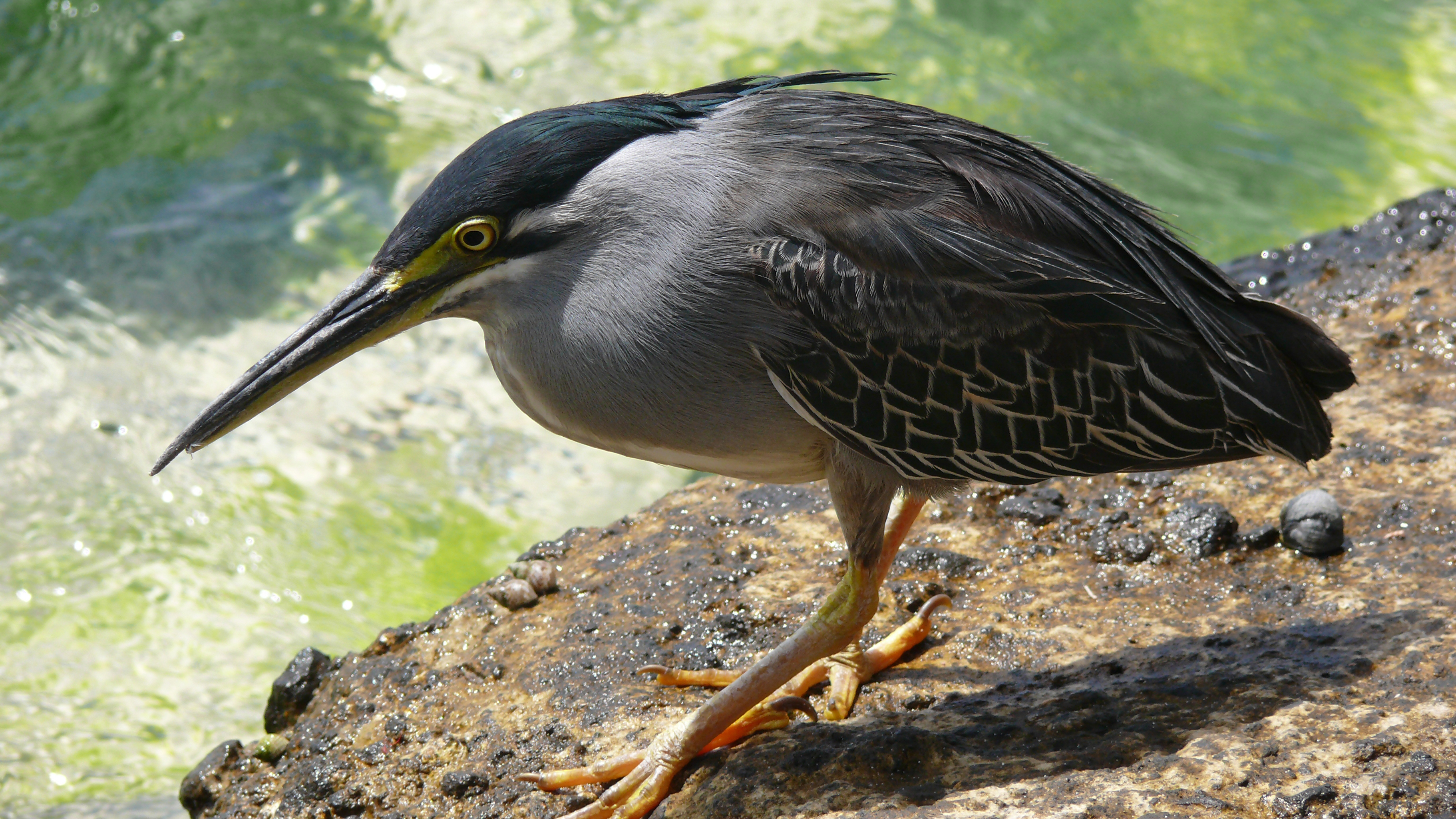
Martinet estriat

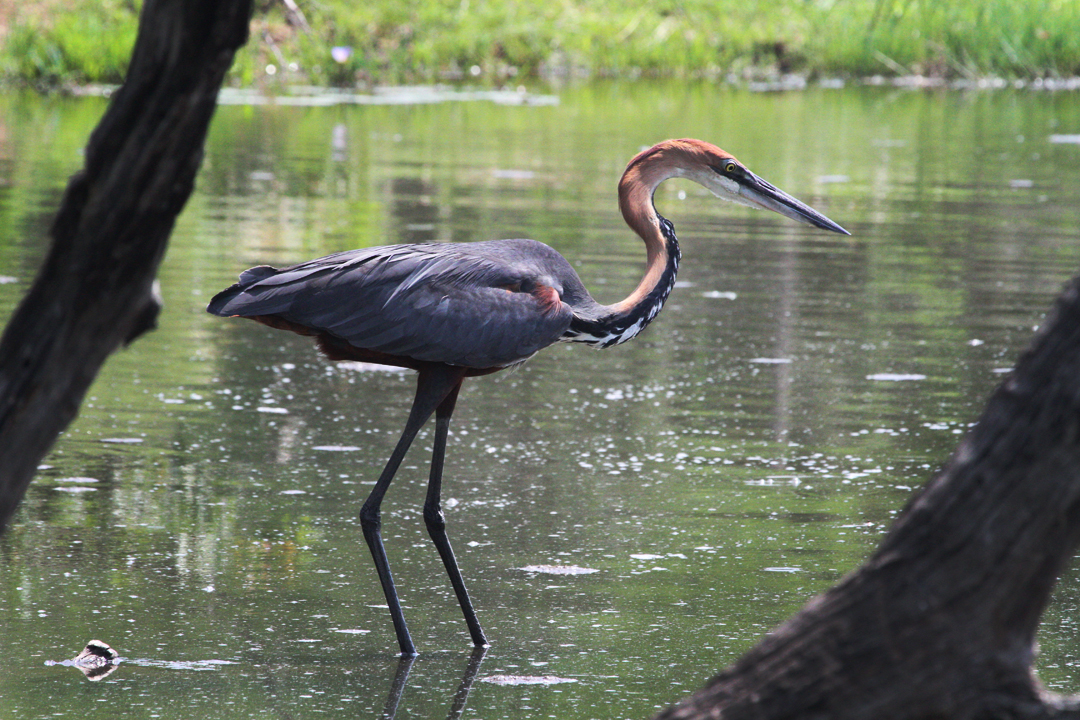
Agró goliat
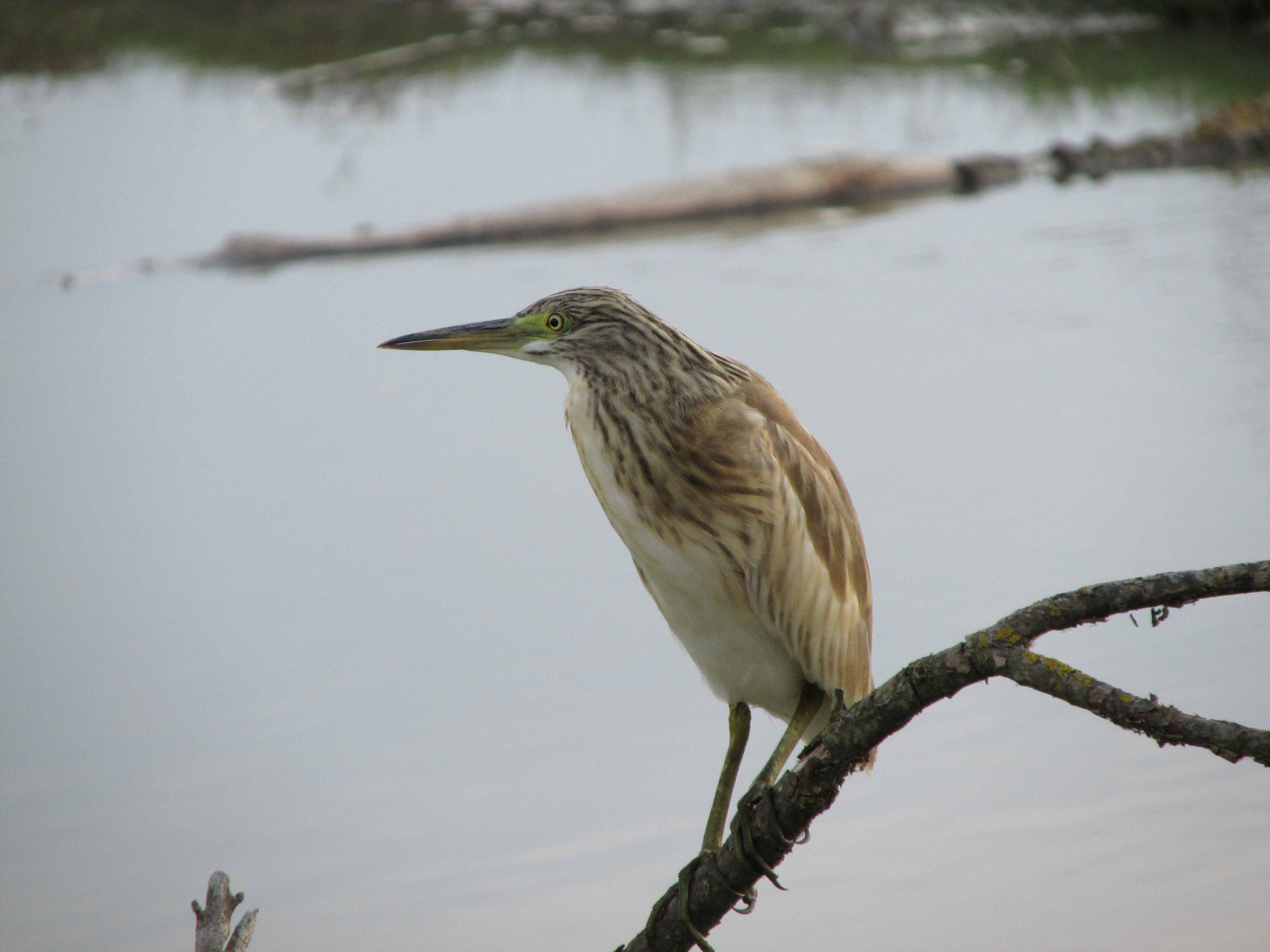
Martinet ros
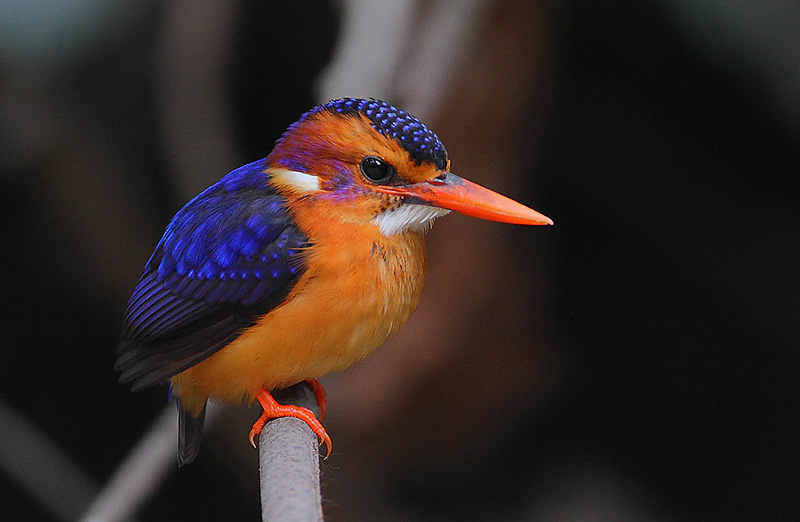
Blauet pigmeu africà
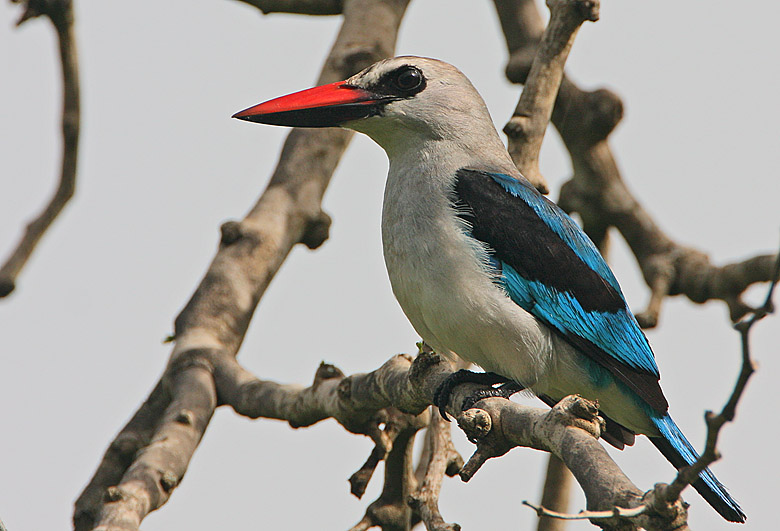
Alció del Senegal

Els calaus viuen al bosc però sobrevolen els aiguamolls cada dia: el calau de casquet negre (Ceratogymna atrata), el calau de cuixes blanques (Bycanistes albotibialis) i el calau de colors africà (Tockus fasciatus). Els lloros grisos africans (Psittacus erithacus) també sobrevolen diàriament Mbeli Bai.

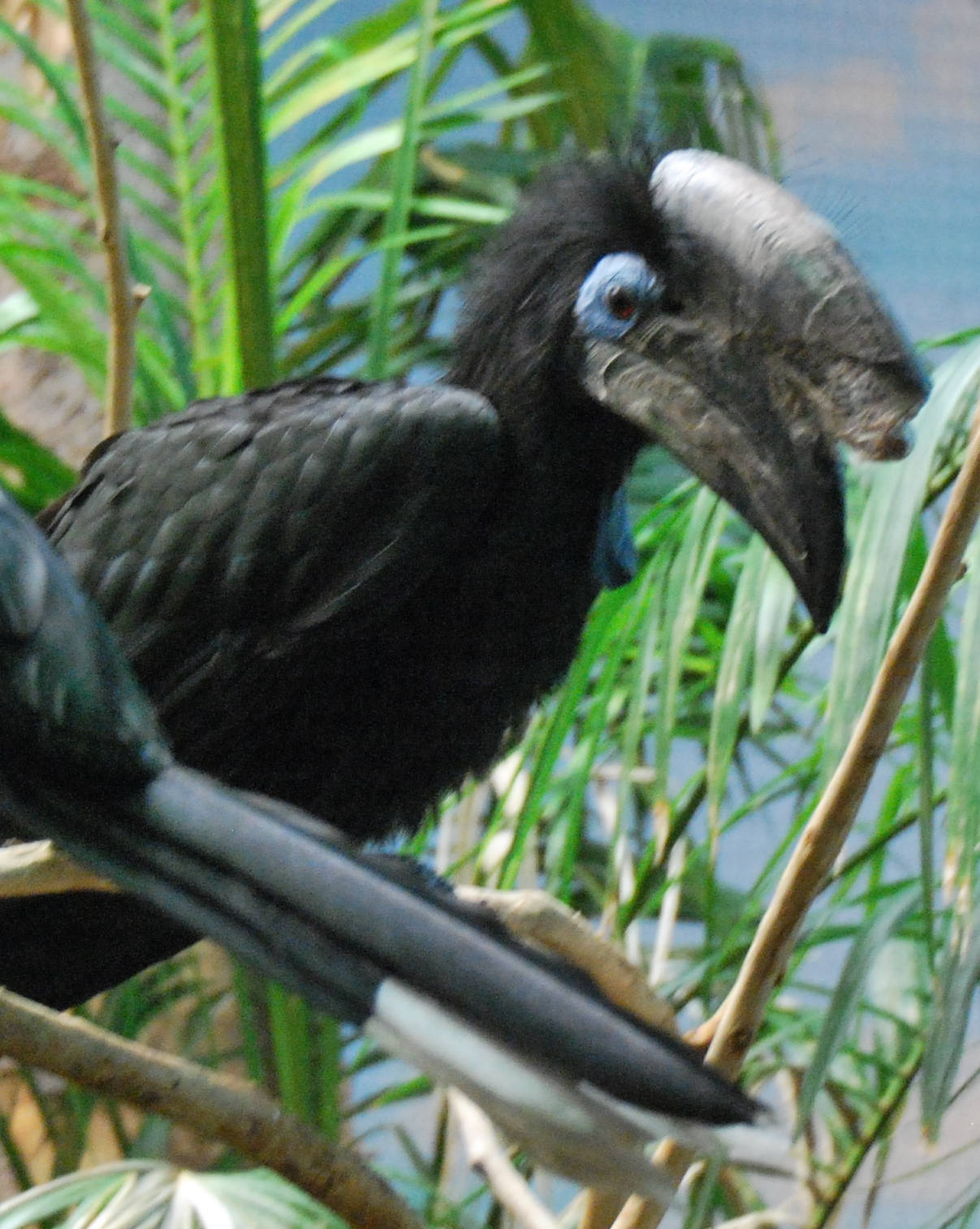
Calau de casquet negre
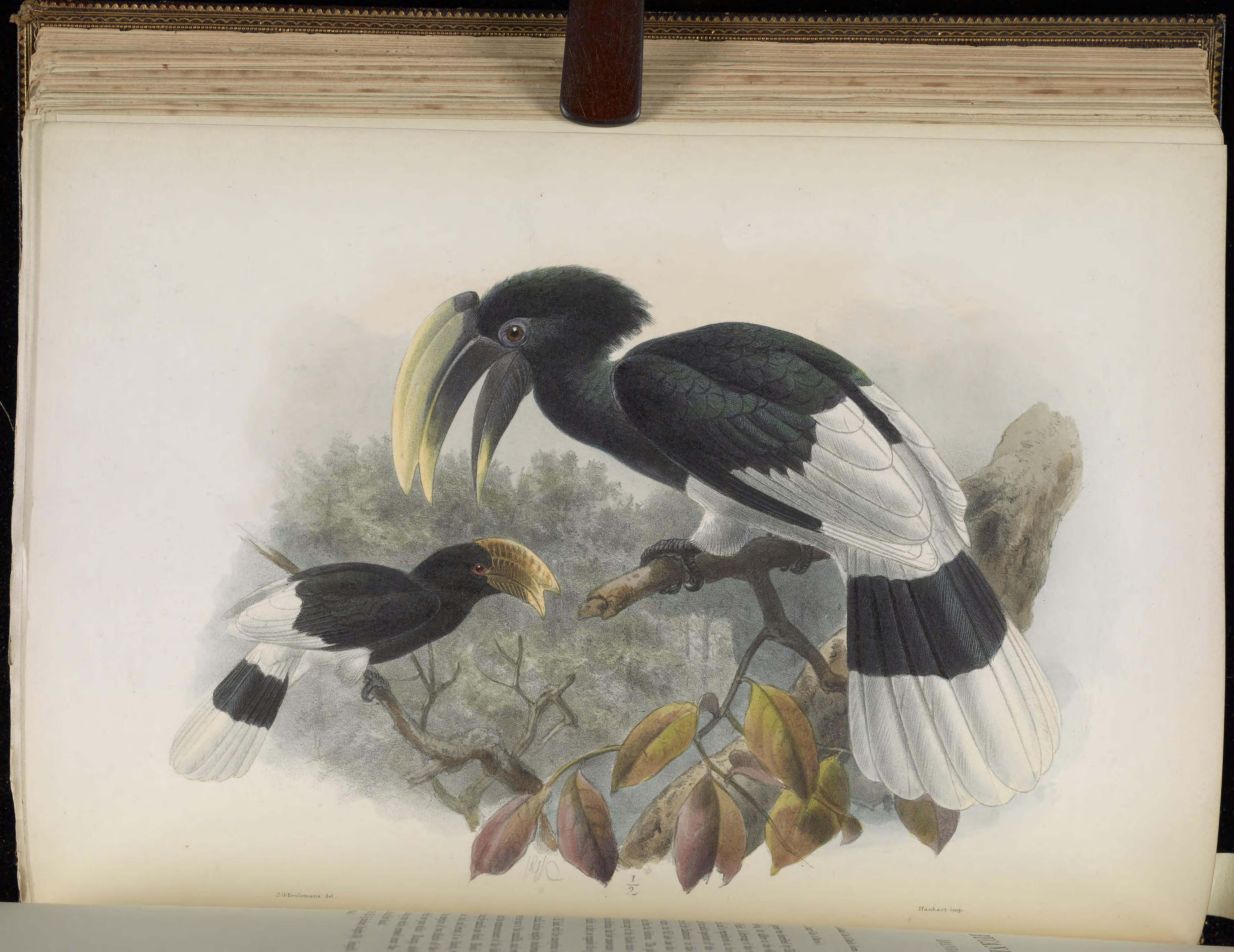
Calau de cuixes blanques
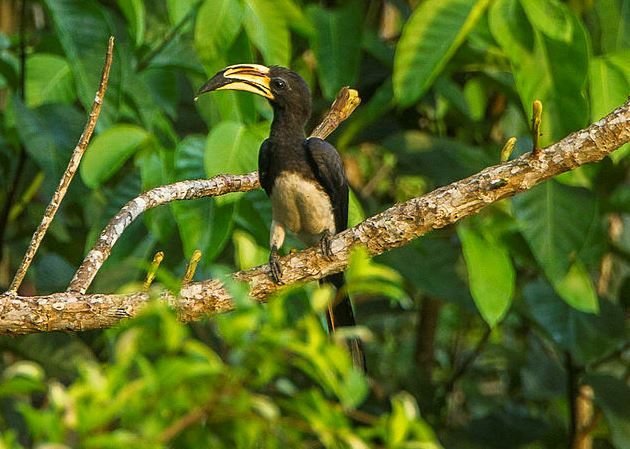
Calau de colors africà
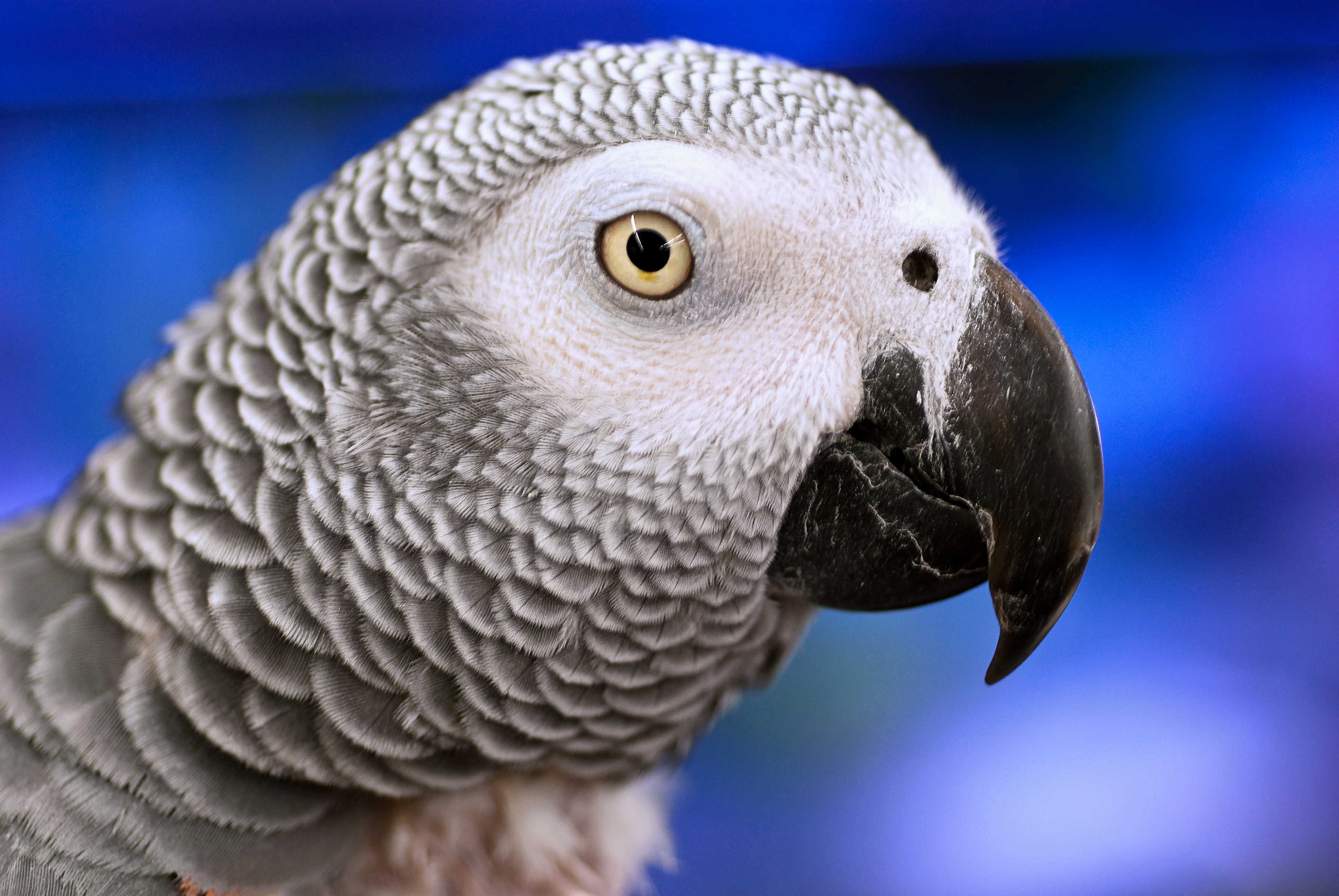
Lloro gris africà

A més, una gran varietat de petits ocells viu a la vora de les clarianes. Alguns exemples en són: el nicator occidental (Nicator chloris), diverses espècies de suimangues, el pinsà trencanous de ventre negre (Pyrenestes ostrinus), el gaig blau (Coracias garrulus) i la cistícola xerraire (Cisticola anonymous).

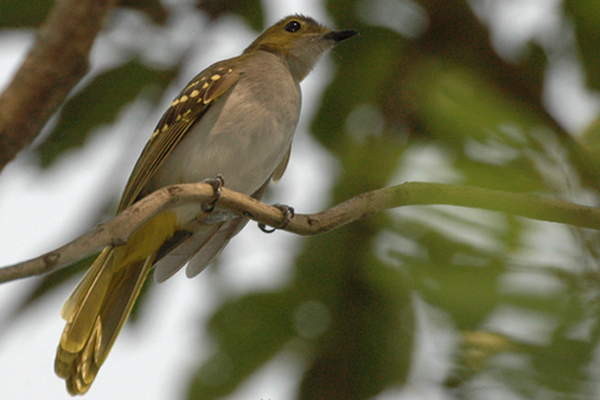
Nicator occidental
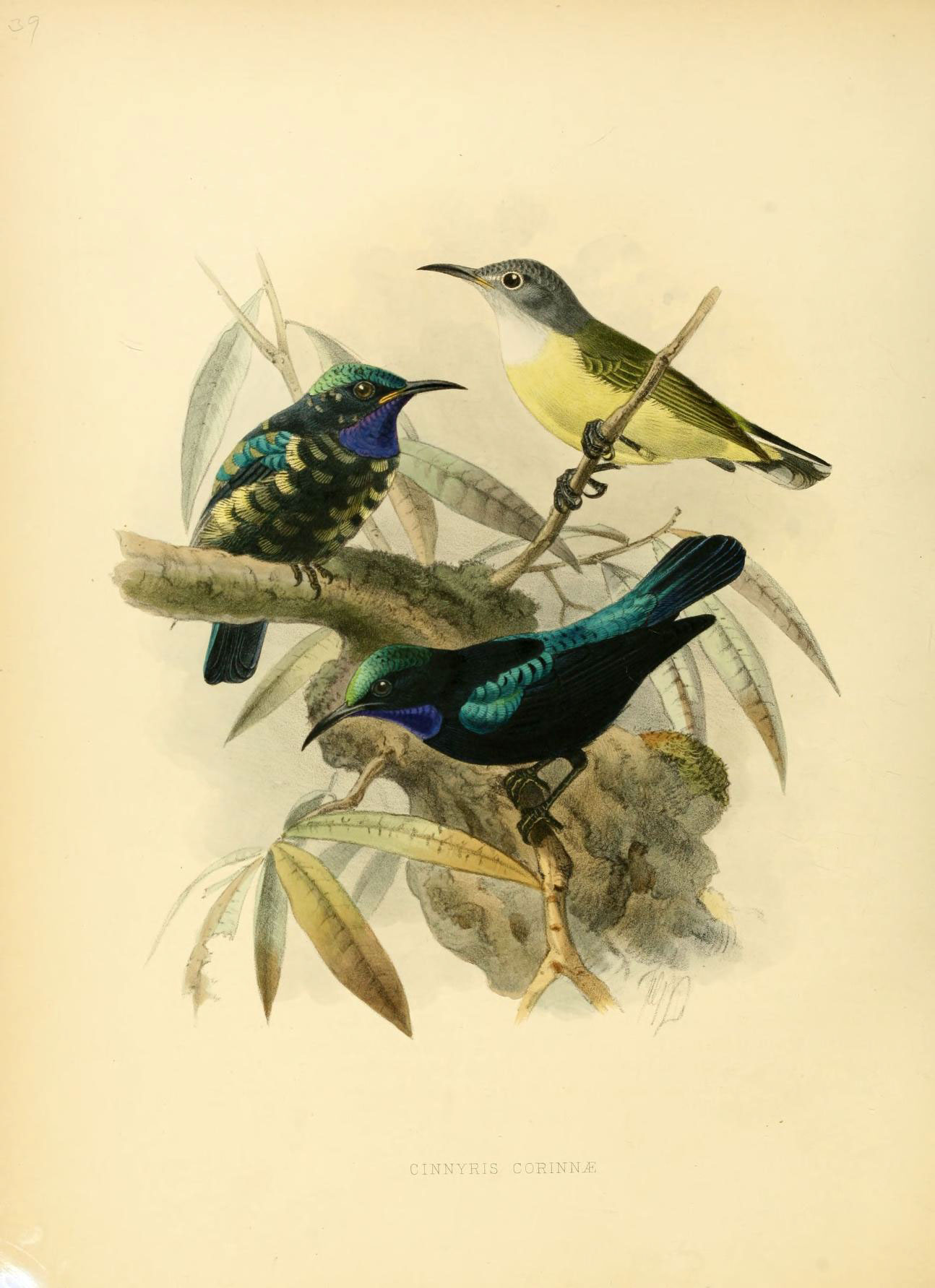
Suimangues
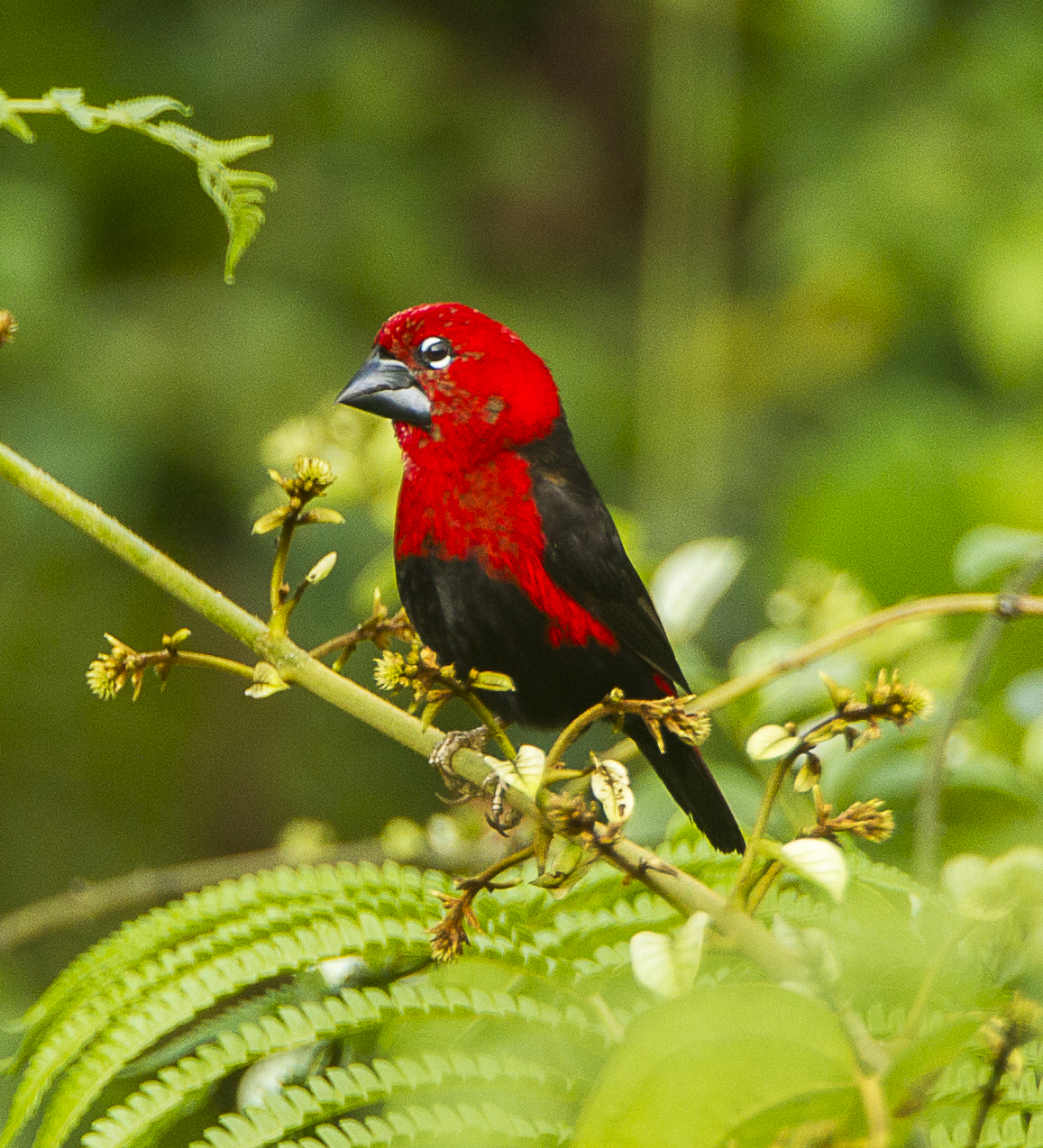
Pinsà trencanous de ventre negre
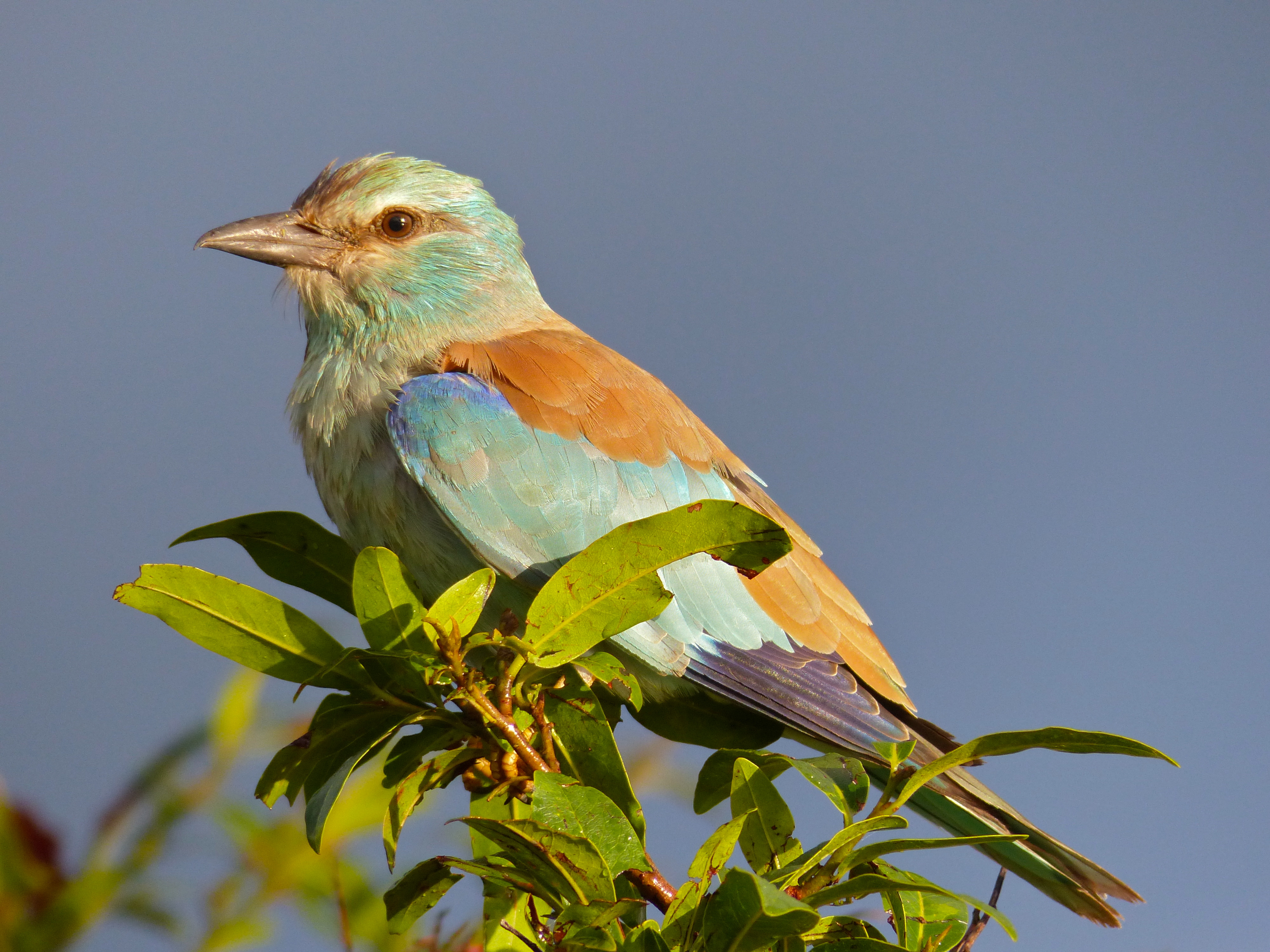
Gaig blau
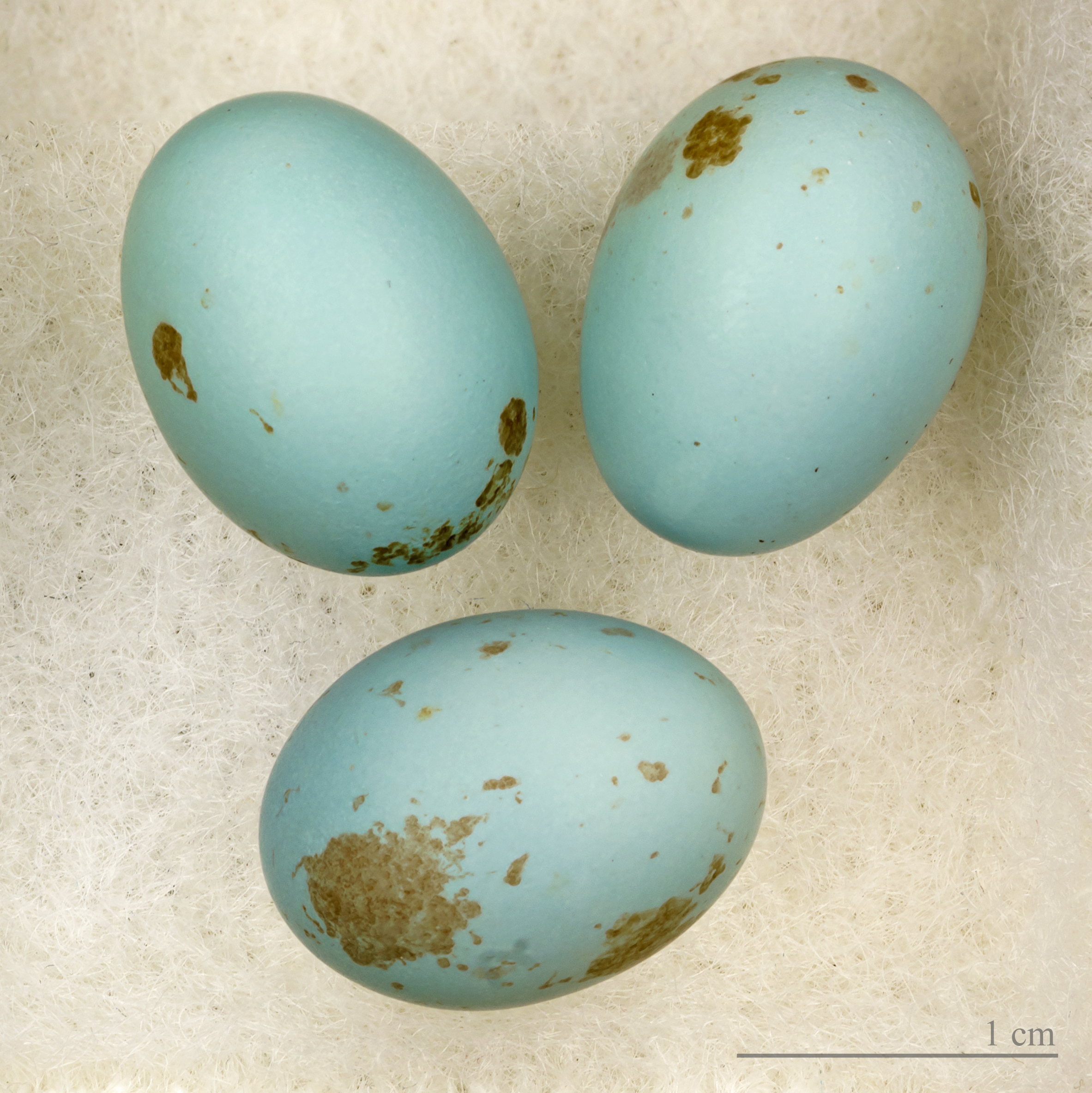
Ous de Cistícola xerraire

### Ecologia de les clarianes
Un altre dels objectius dels equips de recerca a Mbeli Bai, més enllà del coneixement de la biologia dels visitants del pantà, és l'aprofundiment i la comprensió de l'ecologia de les clarianes. En aquest sentit, alguns temes d'interès, objecte de diverses investigacions, poden ser els que segueixen, 
- la dinàmica de les poblacions de goril·les amb relació a l'espai;[46][47]
- la densitat i la disponibilitat dels recursos alimentaris, dels arbres fruiters i de la vegetació aquàtica i terrestre a tot el bai;[8]
- el grau de sociabilitat dels grans mamífers a les clarianes;[6][48]
- els esdeveniments fenològics;[8]
- les dades demogràfiques,[49][50] meteorològiques[46] i d'altres tipus; etc.

## Conservació

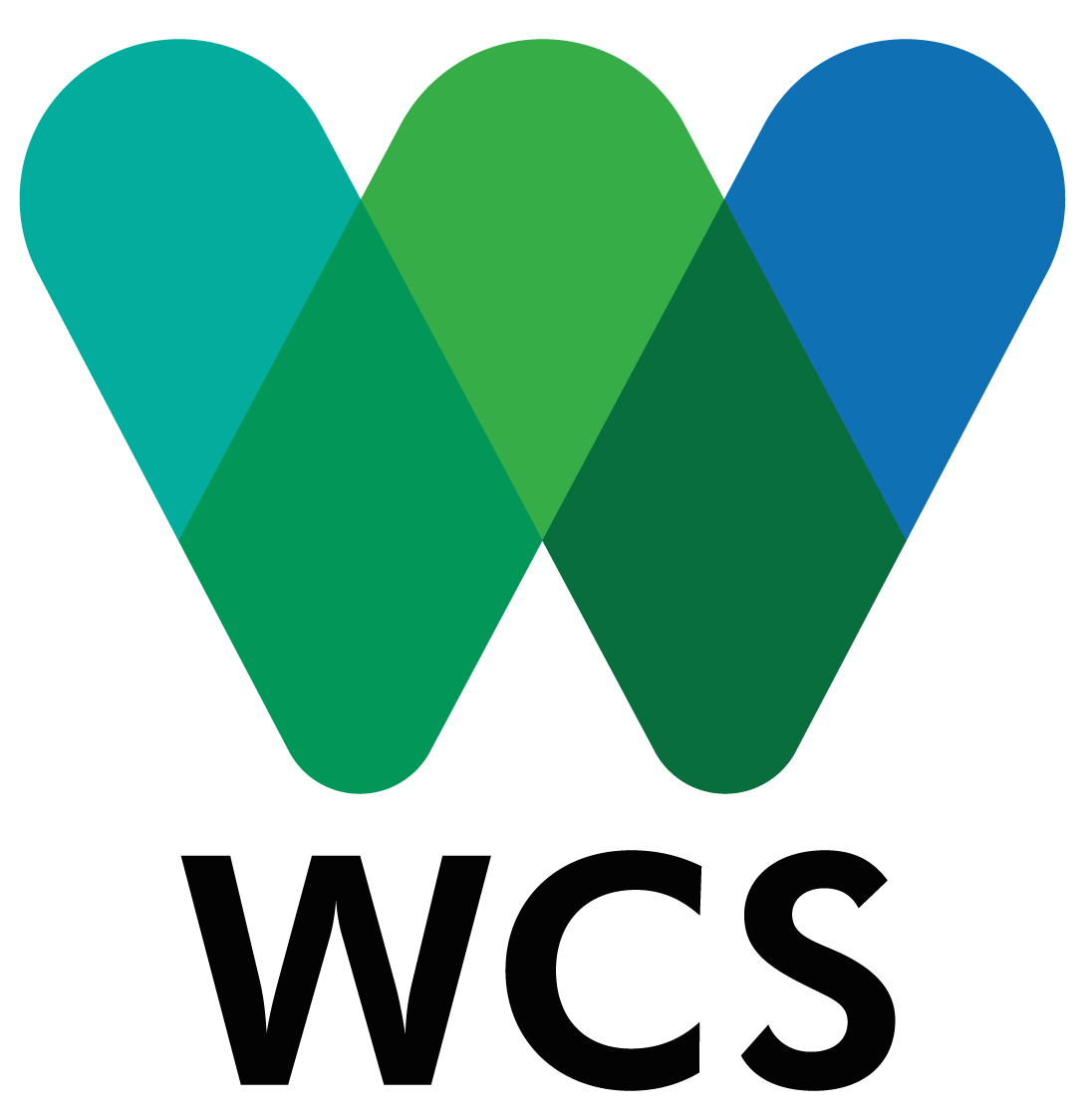
Logo de la Wildlife Conservation Society

L'experiència de molts anys treballant a la República del Congo d'algunes organitzacions, com ara la WCS, ha estat útil per a desenvolupar un coneixement profund dels valors ecològics i del context sociopolític necessaris per a la conservació d'aquesta regió. Aquesta experiència també ha servit per a consolidar relacions de confiança amb el govern, el sector privat i els actors locals, lligams fonamentals per fer realitat els programes de conservació.
D'aquesta manera, un primer objectiu de les entitats implicades en la protecció de la natura a Mbeli Bai és aconseguir la comprensió i el suport de les comunitats locals tot promovent campanyes de formació i de capacitació en aquest sentit i activitats de sensibilització. A nivell internacional, aquesta preocupació per a la defensa de les espècies i del medi, es tradueix en la potenciació de l'ecoturisme educatiu i la conscienciació global.
Un altre propòsit primordial, pel que fa a Mbeli Bai i la conservació, és garantir la protecció a llarg termini dels goril·les de les planes occidentals, dels elefants del bosc, dels sitatungas i de l'entorn de tots ells. Per aconseguir aquesta fita cal aprofundir en el coneixement de les espècies i millorar el seu estat de conservació en el parc i en altres llocs a través de la recerca aplicada.
Amb tot, algunes de les actuacions concretes que es duen a terme des de Mbeli Bai en favor de la conservació són les següents:
- Cercar suports per a la protecció dels goril·les i altres grans mamífers.
- Considerar els estudis que es fan a Mbeli Bai com un precedent de prevenció per a la protecció del parc NNNP.
- Contribuir a la preservació de l'hàbitat i de la vida silvestre mitjançant la presència de personal investigador
- Explicar què és un parc natural i quin és el paper del NNNP
- Fer divulgació a nivell internacional de les activitats realitzades a Mbeli Bai
- Garantir la vacunació dels treballadors per tal de limitar la transmissió de malalties
- Informar a la població local sobre les lleis que protegeixen la fauna
- Participar en les xarxes socials i mantenir una presència continuada a Internet a través de pàgines web, butlletins de notícies, vídeos, blocs, etc.
- Produir materials didàctics
- Publicar quines són les espècies més emblemàtiques de la zona
- Reclutar antics caçadors furtius com a personal del campament
- Reduir els riscos de malalties dels treballadors d'Mbeli Bai a través de programes de salut.

## Educació

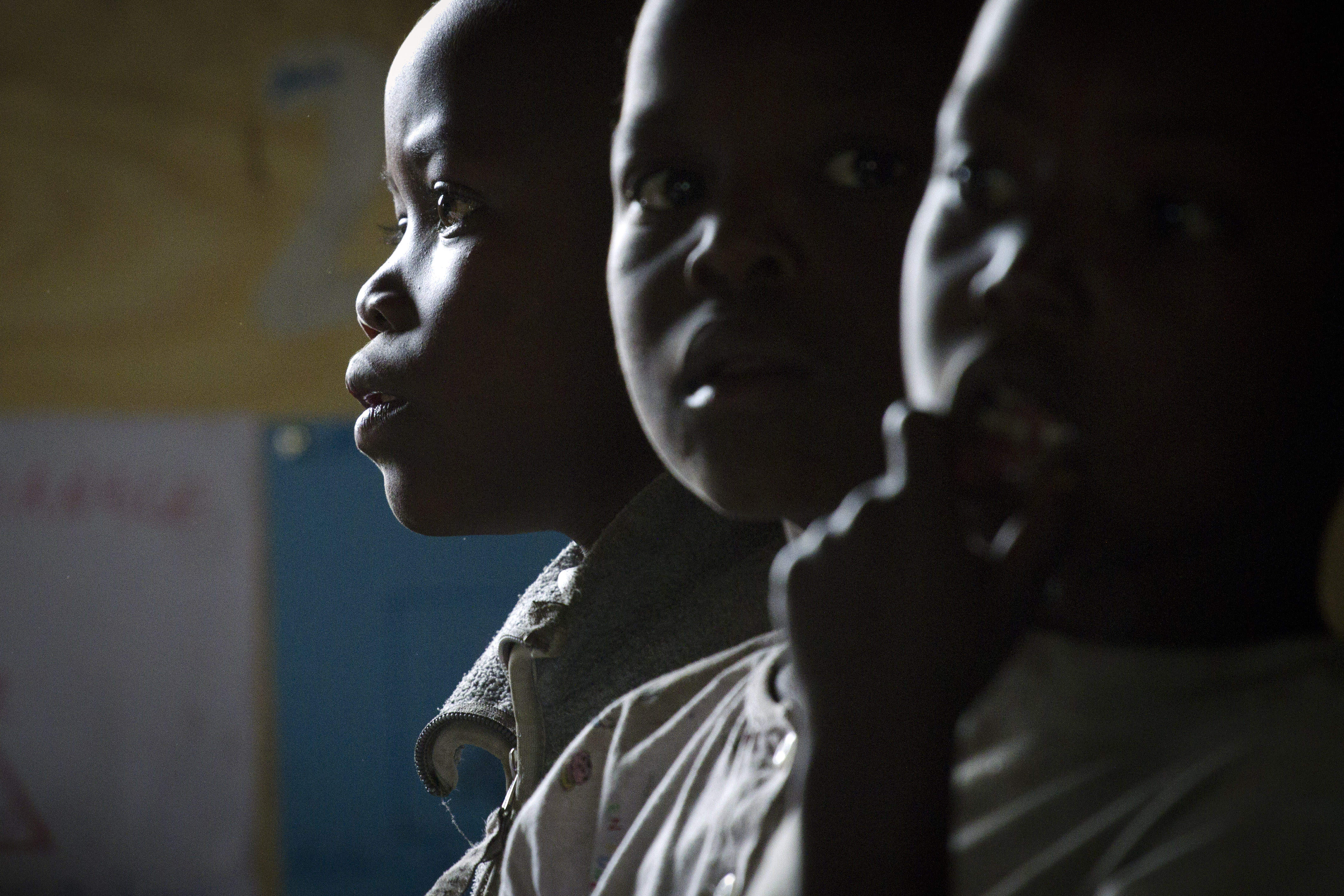
Alumnat d'una escola primària congolesa

Per garantir la protecció de qualsevol àrea natural l'educació és clau. Quan les persones que viuen en la regió a protegir, o els visitants, estan suficientment informats sobre qüestions bàsiques, aleshores és més fàcil canviar actituds i comportaments improcedents. Amb el propòsit de connectar el jovent amb la natura, el 1998 a Mbeli Bai, es va posar en marxa el Club Ebobo,[VIII] un programa d'educació ambiental.
El Club Ebobo s'ha implementat des del seu inici a l'escola primària a Bomassa, una població propera a Mbeli Bai. El programa va ser dissenyat per fomentar la creativitat dels i de les estudiants i superar el sistema d'aprenentatge memorístic que és tradicional a les escoles congoleses. A través d'aquest programa l'alumnat coneix el treball d'investigació dut a terme a Mbeli Bai i adquireix coneixements sobre el comportament dels goril·les.
El plantejament inicial es va ampliar el 2003 introduint en la programació conceptes sobre la fauna i la flora dels ecosistemes de la regió. D'aquesta manera, s'aconsegueix que els nens i nenes apreciïn la biodiversitat que els envolta i se n'enorgulleixin. A més, es promou la participació en les activitats de conservació i investigació en les institucions que treballen al Parc Nacional de Nouabalé-Ndoki (NNNP).
Després d'uns quant anys d'experimentació a Bomassa el Club Ebobo ha ampliat el seu camp d'actuació a altres escoles de la zona i també ha admès adults, per tal d'incrementar la consciència i la comprensió de la necessitat i utilitat dels programes de conservació. Aquesta percepció és crucial per a la construcció d'un suport sostenible del parc i pel canvi d'actituds que comporten un impacte negatiu en l'entorn com ara la caça il·legal.